# 中华文化

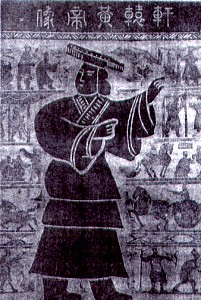
武氏祠黄帝浮雕

中華文化，是大中華地區的文明體系，其最早的形式為發展於黄河流域中原地區的中原文化，後來經過長時間歷史演變，以及期間不斷與外族的接触与文化融合，形成了今日所知的中華文化。中華文化以夏商周三代的《詩》、《書》、《禮》、《樂》、《易》、《春秋》、六藝、吉、凶、賓、軍、嘉五禮以及仁、義、禮、智、信五常以及三綱五常，強調長幼有序為核心。从自然环境演变研究和中华文明演变研究的大量科学积累显示，中华文化具有“多元一体结构”特征。

## 释义
《說文解字·文部》中写“華，榮也”。《書經·周书·武成》中對「華夏蠻貊，罔不率俾。」一句的註疏爲：“夏，大也。故大國曰夏。華夏謂中國也。”古人認為中國處於世界的中心，因此稱該地為「中華」（中央之國）。

## 文化形成及歷史沿革

### 史前
智人時代，中原地区便已經開始出現文化，此時期的主要考古發現有織縫衣物和葬禮。文獻記載，首次人工耕作出现在湖南。群居文化逐渐開始出現，并形成了氏族公社。中原地區的考古發現，西元7000年前至10000年前的裴李崗文化、賈湖文化等，已經進入以原始農業、畜禽飼養業和手工業生產為主，以漁獵業為輔的原始氏族社會。
後來，陶器和玉石和文代開始興起，其中以仰韶文化的彩陶（在紅底上描繪出彩色的陶器）與龍山文化的黑陶為主要特色。仰韶文化年代約為西元前5000年~前3000年，屬於新石器時代前期。其生產工具以發達的磨製石器為主，常見有刀、斧、錛、鑿、箭頭、紡織用的石紡輪等，骨器也相當精緻。各種水器、甑、灶等日用陶器以泥紅陶和夾砂紅褐陶為主，主要呈現紅色，紅陶器上常彩繪有幾何型圖案或動物型花紋，是仰韶文化最明顯特徵，故也稱之為彩陶文化。從挖掘的墓地遺跡證據顯示，仰韶時期為母系社會。後來在黃河下游與長江中下游發現的龍山文化遗址，出土了大量黑色陶器，并且擁有更先進的建築技術。除了石鋤和石鍬與獸骨和木製的鍬之外，還使用石製的菜刀和鐮刀與貝類製的刀子。陪葬品多在男性的墓中，似乎成为了以男性為中心的社會。
從公元前21世紀到前17世紀夏王朝晚期的河南洛阳二里頭文化已出現中國最早的都城——二里頭遺址。其中青銅爵是目前所知中國最早的青銅容器。還有鑲嵌綠松石的獸面銅牌飾，是目前所知最早的銅鑲玉石製品。玉器有圭、璋、琮、鉞、戈、刀等用品，还有製作精美的陶器。而二里岡文化的遺址經研究確認為商的初期王城所在。商初期到中期政權歷經多次變動，盤庚遷都到殷墟之前，應該已經遷都多次，二里頭遺址也可能是被廢棄的首都之一。
除了黃河下游出現的仰韶文化與龍山文化以外，還有處於前5000年~前3300年的河姆渡文化。其遺跡說明，在新石器時代的前半期，在中國北方和南方均已發展出了農耕文化。三星堆遺址的發現表明，古代四川一帶（古蜀）的文明已经达到了相当发达的程度，此外巴蜀等長江流域地區也是中國重要的古文明發祥地。各地的文化互有交流，並且一起繼承之前的文化遺產，也可以證明中國文化早期是多元發展的，其中中原文化是主体。。

### 起源

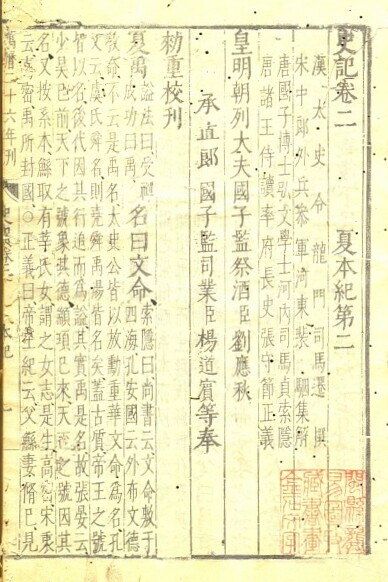
《史記·夏本纪》

三皇五帝相傳為中華文明的起源，這些上古歷史和人物很多時候都以神話形式出現，已難考究其真实性，當今學術界有不同有關中國文明起源的假說。但良渚文化的發掘經年代測定為距今5100年以上，且有巨型水壩工程遺跡，為堯舜大禹等時代的眾多故事提供了一種間接的研究基礎，至少其證明了在新石器時代已經出現了玉璧、尊、琮、鉞等中華特徵的禮器，且動員萬人以上的建設大型水利工程在當時已經可行。
自1984年中国学者在商代青铜器中发现高放射性成因铅现象以来,追踪其矿源就成为了中国冶金史、冶金考古乃至考古学等研究领域的热点问题。1996年，一位中国科学技术大学放射实验室的博士生孙卫东分析来自于殷墟的青铜器，認定这些殷商青铜的放射性与埃及青铜特性相似，顯示兩者可能來自同一源頭。1990年代部分考古学家認為青铜文化是从中国以外的地方传来的，但不是經印度從南方传到中国，而是跨越北部边界，从中亚傳到中国。但仍有较大疑点，比如考虑到古代铜矿或者铜器长距离跨亚非大陆运输的难度，和运输的必要性。终于在2017年，在殷墟附近今河南南阳找到了商朝铜矿遗址，经中科大科技考古实验室金正耀教授组织进行勘探挖掘测比后，确认其高放射成因铅信号和商代铜器相同的，并通过环境沉积物释光定年和铅同位素示踪的方法确定矿山开采冶炼的年代在商代，所以商朝铜器是在中国本土采矿和冶炼的，金教授本人也放弃了自己坚持40年的西南起源说。而究其形成原因，是这些铜矿洞处于华北克拉通板块和扬子克拉通板块的交界带上，所以出现了特殊的高放射成因铅含量。但从殷墟三期开始，青铜器含铅量已经逐渐下降，殷墟四期青铜器已经不含铅，反映出对铅中毒的认识和对其逐渐摈弃。
根据考古学目前发现的中国最早的文字是河南辉县出土的祖辛卣上的金文，年代为商朝中期，早于殷墟甲骨文。绝大多数的金文，都出現在盘庚迁殷以后。商朝晚期的铸有金文之青铜器日愈增多，然所述仍简，多为铸者或其先祖之名称。至商朝末期，方有铸刻的文章出现，例如日本白鹤美术馆收藏的小子蒚卣銘（旧说认为是帝乙时期，新观点认为是文丁时期），有器铭文4行44字、盖铭文3字，相当于短篇文章。商朝金文中已发现的单字总共有1300多个。而殷墟出土的甲骨文，是一套更完整的文字表述系统，至今发现有五千余字，其中解读约三分之一。

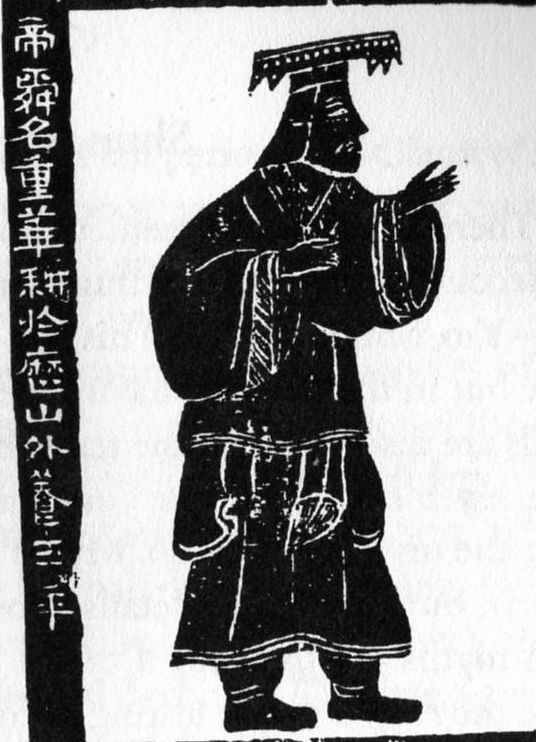
嘉祥武氏墓群石刻中的舜，上古五帝之一

《史記》記載歷史從黃帝開始。自唐、虞至夏、商、周三代皆封建時代，帝王與諸侯分而治之。夏商周三代文化最大的特色是分封制，其中周代相对于夏商两代的最大区别在于有了一套成体系的宗法制度和礼教。商周時代的禮器以青銅器和玉器为主，造型典雅莊重為當時的文化特質。商周時期亦有甲骨文、金文。商朝初期至中期雖然是個君主王朝，但實際上只是聚集許多部族所形成的松散城市國家联盟，到後期變成依靠分封亲戚友族和武力压制敌族进行统治的初步集权国家。從墓地遺跡顯示此時期已经进入了階級社會，君王和貴族是世襲制，卜人在商在政治中具有非常重要地位而且擔任大臣級官職，甲骨文所記載的內容幾乎都與祭祀有關，而且商朝政治特色是以占卜來進行決策，對於當時人民來說，最高神被稱為「帝」但只表现为自然性而非神性（「帝」的地位很高但却高悬一格而不食人间香火从而不被祭祀，只祭祀祖先神和自然神），君主的宮殿就是祭祀神和神官常駐的地點。《诗经》中的《商颂》和《尚书》中的《商书》保存了一些商朝的文学作品和关于商朝历史的记载，被部分学者认为存有商代的底本。殷商後期到周中期之間所鑄造的青銅器，其造型之美至今也令人感到驚奇。在青銅器眾多的精美圖案也成為中式碗盤邊緣上所繪製圖樣的始祖，細小甚至只有1厘米寬，在容器表面上全刻上獸類圖案、旋紋的複雜程度，都顯示當時擁有極高的青銅器製作技術。

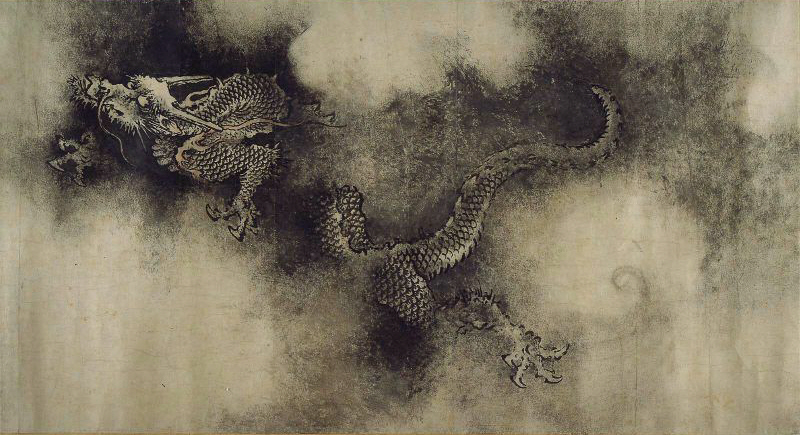
中國龍是中國神話生物（图为南宋陈容作《九龙图》局部）

中國神話一般指的是關於上古傳說、歷史、宗教和儀式的集合體，通常它會通過口述、寓言、小說、儀式、舞蹈或戲曲等各種方式在上古社會中流傳，神話可能反映古時實況。由於中國民族眾多，每個民族都各自至少有一部神話史詩，中國神話最初的文字記載可以在《山海經》、《水經注》、《尚書》、《史記》、《禮記》、《楚辭》、《呂氏春秋》、《國語》、《左傳》、《淮南子》等古老典籍中發現。少數民族的三大英雄史詩有《格薩爾王傳》、《江格爾》、《瑪納斯》。諸如南方20個民族共有30多部創世史詩，僅雲南16個民族就有20多部創世史詩。不同民族間的神話史詩內容不同，樣式、文學特點也會不同，如漢族神話史詩多書面記載，文獻典籍豐富，而眾多少數民族多口頭流傳，且內容篇幅多於漢族。並且也受地域的影響，中國北方民族多流傳英雄史詩，南方多流行創世史詩。
西周所形成的封建礼教和神道设教对中国后世有极大影响，也是儒家思想的直接来源。在周朝流傳下來的《詩》、《書》、《禮》、《易》、《春秋》，成為中華文化保存至今的最古的文獻，也是中國古代的重要思想學術流派儒家的主要經典。随着周王权的衰落、宗法等级秩序的瓦解和礼教束缚的减弱，春秋时期在缺乏政治控制的情况下，思想变化比较活跃；到了戰國時期则成为中國古代文化大發展的全盛時期和思想最为自由的时代，形成了百家争鸣的局面。自公元前221年秦朝在政治與文化上統一了中國，開始向北方和南方同時擴張，並要求周边国家前來朝貢。

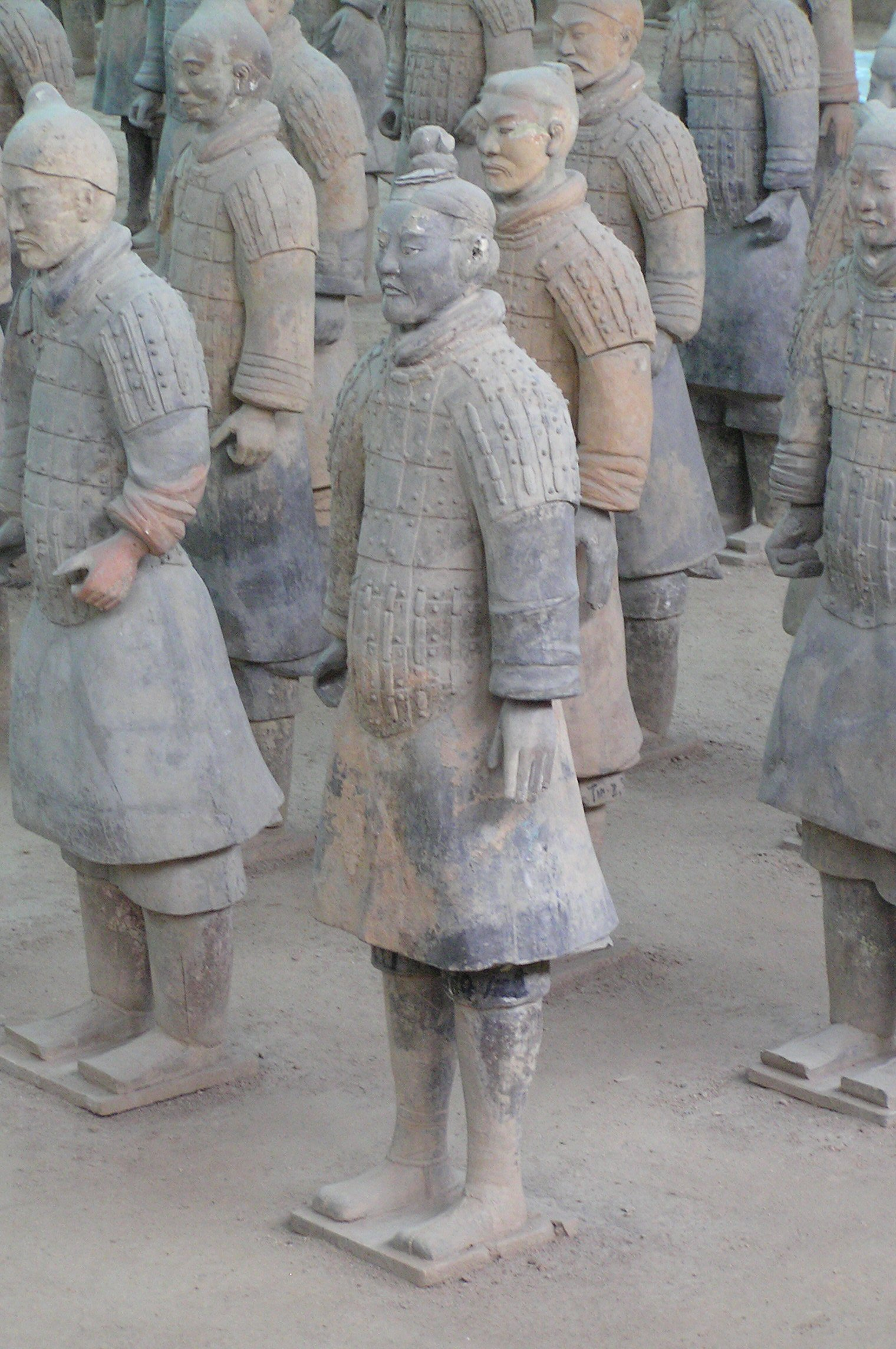
一队的兵马俑站在第一坑后面

秦漢兩代，由於中國皇帝對於武功的追求，版圖擴大，影響力急劇向周邊延伸。中華文化隨著臣服藩屬國增加不斷的擴大。歷經秦朝的焚書坑儒與漢朝的獨尊儒術，儒家思想成為中國的正統思想。之後漢以後的中國成為儒家社會。此時西域文化（即中亞文化與西亞文化）沿著絲路傳入中原。西域盛行的風俗文化，諸如舞蹈、雜技、鼓吹樂等紛紛傳入中國。駱駝、石獅、辟邪、天鹿等珍奇異獸造型也傳入中國。而絲織品也成為中國最重要的外銷品。

### 中世
魏晉到唐、五代十國期間，佛教的傳入與隨後的道教的興起，都成為中華文化的重要元素。隋唐時期時胡人的大量移入與活動，成為當時社會的一大特色。大量的胡人高僧也影響了中國佛教。由于胡人在北方長期處於統治者的地位，使得中國在文化交流上一度出现胡風现象。宋代雖然在军事方面是弱勢，但在經濟與文化上卻是中國古代最繁榮的時期之一。北宋時期以儒家學術為核心並融合儒、道、釋為一體，形成了加強儒學世界觀和方法論的宋代理學，並影響其後的明朝。宋代時發明的火藥、印刷術、指南針、製瓷器技術、針灸醫術傳入阿拉伯世界，再輾轉輸往歐洲地區；在南宋中期則由阿拉伯世界傳入數學的「筆演算法」及「阿拉伯數字」。女真人建立的金與蒙古人建立的元亦將「胡樂番曲」帶入中國，形成詩與詞的變化文學體裁——曲。
西洋文化與科技自明代時隨著傳教士傳入中國。因此晚明時期，數學、物理學、天文學、地理學、植物學、醫學、聲律學等諸多學科以及機械、冶金、農業、水利等技術都有科學開創與總結。但因科舉採用「八股文」，為了思想的統一化與考試評分的公正化，導致文人思想日益僵化，後來明朝灭亡，但中國人對西洋文化的研究風仍持續至清朝君主康熙後期，後因羅馬教廷下令禁止清朝治下的中國教徒祭孔祭祖而發生「中國禮儀之爭」，導致接續的清朝君主雍正帝、乾隆帝、嘉慶帝都厲行禁教，阻礙了中西方的科學文化交流。

### 近世
清朝開疆拓土，並採取一系列發展邊疆地區的經濟、文化和交通的政策，間接促進了中國文化的發展。康熙乾隆時期在文化上清理和總結了中國歷史文化遺產，編纂了幾部集大成之作，例如收錄了傳入中國的西方科學技術的《四庫全書》和《古今圖書集成》等。考證經書古義的考據學亦有所發展。清朝治下的中國的小說、戲曲甚至流行至歐洲，清朝盛行的輯佚學亦令早已失傳的大量中國古籍重現，以致于梁启超稱清代為中國之文藝復興時代，在明朝年間失傳的宋朝及元朝兩代的數學經過清代學者重新發現並加以研究發展，而清朝的特殊科學「考證學」是受到清朝自然科學和數學的發達所促成，中國近代科學方法的採用亦始於清朝的「考證學」。但是施行文字獄，加強對中國文人思想控制，在一定程度上導致清朝治下的中國人思想上的封閉。
在清朝滅亡前夕和中华民国初期，西方的近代科學技術對中華文化產生了革新的影響。而形成于西方的民主政治觀念和共產主義思想等文化也帶來了巨大的影響。1912年中华民国建立後，北洋軍閥政府卻又主張信奉孔學，於是在20世紀早期中國文化界發起的新文化運動，以陳獨秀與胡適為代表，提倡以現代民主和科學西方文化替代儒家文化，以西洋文化推動中華文化的進步。
1949年中國共產黨成立中華人民共和國政權，曾發動文化大革命以強勢政治姿態使傳統中華文化產生質變，對中國傳統文化破壞嚴重，但隨改革開放後市場經濟興起、社會自由化，复兴中华传统文化逐漸成为中國大陸地區的社会趋势。遷至台灣地區的中華民國政府欲保護中華文化，於1966年發起中華文化復興運動與中共的文革運動分庭抗禮，主要以倫理道德與儒家思想來作為中華文化，台灣很大程度上繼承了原有的中國儒家文化。其後外來的思想不斷湧入，也使中國大陸與台灣亦產生了相應的流行文化。
國民政府遷至台灣後，保存許多中華傳統文化不至於被文革破壞，包括地方戲劇、文物收藏、傳統節日等。並且大力推行中華文化復興運動。中國大陸發生文化大革命時，1966年11月孫科、王雲五、陳立夫、陳啓天、孔德成、張知本等1,500人聯名給行政院寫信，建議發起「中華文化復興運動」，要求規定每年11月12日國父孙中山誕辰日為「中華文化復興節」，成立中華文化復興運動推行委員會，以顯示中華民國為正統中華文化之代表，企圖樹立為中國文化文化承繼者和捍衛者之形象，以倫理、民主、科學為號召發展中華文化，輔以實行三民主義與儒家精神作為中心思想，並頒布《推進中華文化復興運動辦法》等政策與教育配合，將編譯古籍作為國民讀本，整理國劇、國樂，舉辦文藝活動與學術研究，以作為發揚中華傳統文化。
現時已於中國大陸發展出來的文化，也被詮釋為中華文化。中華人民共和國建立後，在文化上的演進主要經過了建國前後的農民運動，文化大革命，以及改革開放時期，1961年的中蘇邊境發生衝突前，在中國開始流行蘇聯文化。1966年文化大革命席捲全中國，在原本中華文化亦即傳統的漢文化遭到破壞，最初只能演出8套樣板戲或宣傳共產黨的偉大功績的戲目，又有忠字舞與一系列的革命歌曲，如《東方紅》。街道四處貼滿毛澤東海報。毛裝成為此時服飾特色。簡化漢字作為標準文字迅速在中國大陸境內推行。中華人民共和國官方文化主要表現為傳統中國文化和中國共產黨文化的結合，因此亦可稱之為受馬列主義影響的中國文化。傳統文化經過文革摧殘之後，直到1980年代改革開放之後，才逐漸恢復中華傳統文化。在流行文化方面，受到香港及台灣音樂、影視、港台詞彙等影响。进入21世纪，由于对传统文化不熟悉，在中国大陆和台湾地区，部分景区在建筑造景、字体选择、工艺品售卖方面都出现以倭代华现象，受到较多批评。2010年代以后流传的唐朝文化在日本，明朝文化在韩国，民国文化在台湾一说，更否认中国大陆是中国传统文化的继承者。
中华人民共和国的民族政策將中華文化定義為境內56民族文化總匯，主張該國是統一的多民族國家，治下各民族都有發展自己民族語言文字的自由，並認為中國境內至少有30種以上民族文字，不論是滿文、藏文、蒙文等，皆為中國文字，乃中國文化的遺產寶庫。

## 文化表現
中華文化從中國人生活的各方面表現出來，包括其语言、饮食、服饰、艺术及文学。

### 語言和文字

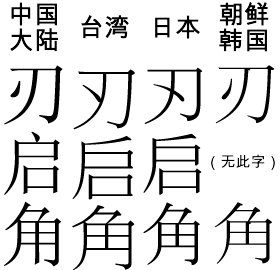
各地漢字字形差異

中華民族使用的語言主要是漢語，因中國幅員遼闊，人口眾多，中国各地还使用不同的汉语方言进行交流。中國歷代官方語言方面主要是漢語。漢語屬漢藏語系也是世界主要語言之一。漢語是漢藏語系裡最主要的語言。漢語口語在不同地方的分歧是相當大的。在說官話的地區，即使相隔幾百公里，一般也可以相互理解；然而在其他一些地區，相隔十幾公里的當地居民也許已經不能互相理解；從大的範圍上說，如北京話、上海話、廣州話等完全無法互通；從小的範圍上說，漢語（尤其在中國大陸南方）「十里不同音」，浙江、福建甚至出現一個縣有十數種不同口音的現象，即使在號稱「相對統一」的北方方言內部，亦因為地域不同而存在較大的口音差異。
除了中國大陸、港澳、新加坡和台灣將漢語定為官方語言以外，漢語還分佈在馬來西亞等地。台湾地区現行官方語言是國語，官方文字是繁體字为主，相應的口語是台湾话、客家話。馬來西亞、新加坡等地所使用的文字是簡體中文，其他地方如加拿大、美國、英國、澳大利亞等地區的華人社區繁簡並用。
由於長期受到漢語的影響，中國少數民族現在大部分都能使用漢語進行交流。除個別民族以外，絕大多數民族都有自己的語言，也要求漢族尊重自己的平等的語言權利和文化遺産。而且由於長期的交流合作，對於語言的影響很大。有的民族同其他民族一起使用同一種語言。中國各民族語言從語言系屬分類上來說，分別屬於漢藏語系、阿爾泰語系、印歐語系、南亞語系以及南島語系。另外朝鮮語的歸屬存在爭議。有十個民族從來沒有自己的文字，在中國政府的支持和幫助下，發明了新的語音字母。
漢語是联合国规定的六种正式語言和工作语文之一，亦為當今世界上作为母语使用人数最多的語言。在中國大陸、香港、澳門、台湾和新加坡，漢語被定為官方語言。很多國家都開始將漢語列為第二外語，加入授課內容。現代標準漢語以北京話为标准语音，這是以官话京师片作為標準基礎的語言。
目前在中国大陆的国家通用语言文字是普通话和规范汉字。目前中国大陆的官方语言文字包括普通话、规范汉字和少数民族语言文字。香港的法定語文是中文、英文，相應的口語是通常是指粤语（俗稱口語廣東話）、英语、普通話；澳门的官方语言除普通话外，还有粤语和葡萄牙语，使用葡文者約為2%。
在標準語文教學方面，中国大陆的語文課，以普通話授課；在香港以粵語、英語授課，而另設普通话課程，或者双语授課；澳门除普通话外，會用官方语言教學，而在台灣則以國語授課。中華民國教育部規定學生在學習漢字前先要求必需掌握注音符號，而目前中華人民共和國則廣泛使用的是漢語拼音。中小學中教授漢語的文字、語法、文學等的科目叫語文、中文、國文等，都是中國語文科之謂。稱呼上，在中国大陆为“普通话”、台灣为“國語”或“华语”、在新马地区为“华语”，在某些漢字的取音上是有一定程度的差异的，而且口語讀音也出現不少分野，亦有一些汉字的读音在三者中根本不同。
目前，中國大陆和台湾均以現代標準漢語為通用語言，但同时在广东、香港與澳門等地区以及不少海外華人多以粵語作為通用語，另外使用普通话、客家話、閩南話或其他家乡语言（漢语方言）的人会使用自己的母语作為社區交際通用語言。
漢語作為一個語種是普通話（国语）以及眾多方言的統稱，中國國內語言學家根據漢語分支的不同特點，一般把漢語劃分為傳統的七大方言，將官話、閩語、粵語、客語、吳語、贛語、湘語等列為漢語主要方言。关于汉语方言的地位，中外学者一直存在争议。因为按照语言学的一般观点，若两种话语间不能直接通话，则这两种话语可定义为两种不同的语言；若两者间有或大或小的差别，但可以直接通话，则两者可定义为同一种语言的两种不同方言。國際上還把汉语細分为13种语言，就是闽东语、晋语、北方话、莆仙语、徽语、闽中语、赣语、客家话、湘语、闽北语、闽南语、吴语、粤语。
即使語言學還可細分數百種方言，然而實際上，習慣上所稱的「漢語方言」相互之間或與標準漢語之間無法互通，語言距離往往和歐洲同一語系之下的各種語言之間的距離差不多。例如法語的和羅馬尼亞語的差異，和官話和閩南語的差異相仿。。在地理上的方言分別也是同樣狀況，講官話的地区，或許相隔幾百公里的人還可可以相互口頭交流；然而在中國南方的許多地區尤其是山區，因地理區隔可能以方言相互口語交流就非常困難，相同語言在某些地區語音和詞彙的變化也是很大的。極端一例，在福建某地因丘陵地相隔，雖只有數十公里的當地居民，也許已經不能互相口頭交流了。
漢字不僅在中國大陸存在，也曾经或正在被台灣、日本、朝鮮和越南等國家或地區使用。漢字是在圖形符號的簡化過程中形成的。就文化的載體文字而言，漢字的誕生時間尚難以考證，相傳伏羲作八卦，倉頡造字（事實上，漢文字為漢先民之各自創作，並非僅由一人一時一地所創，倉頡應為對文字整理有功之人，故流下造字之傳說）。19世紀末發現了三千多年前的漢字—甲骨文，商朝的殷墟出土的動物甲骨上的甲骨文為現在所發現的最早的成熟的漢字。同時青銅器上的鐘鼎文也有很高的歷史價值。先秦的文字頗不統一，春秋戰國時期各國分治都不同程度地將漢字發展分化，直到秦始皇統一六國後，改秦國的大篆為小篆，結束了文字分化的歷史。
小篆在發展過程中，不斷有新的形聲會意字出現，讓文字記載更為準確精密。小篆筆畫以曲線為主，後來逐步變得直線特徵較多、更容易書寫。到漢代，隸書取代小篆成為主要書體。隸書的出現是漢字的一大進步，奠定了現代漢字字形結構的基礎，成為古今文字的分水嶺。今天人們書寫方式有隸書、楷書、宋書、行書等等。由於中國大陸進行過簡化字的改革，如今的華人社會裡存在簡體中文和繁體中文兩種主要書寫系統。
在漢字的影響下，還產生過契丹文、女真文、西夏文、古壯字（方塊壯字）、古白字（方塊白字）、古布依字（方塊布依字）、字喃等文字。但它們都因各種原因而消亡，而漢語中的女書，如今也無幾人能識。日語的假名（仮名）在創製時也大量受到漢字字形的影響。此外如蒙古文、滿文、錫伯文等也是在漢字影響下，書寫方式改為從上到下書寫，文字的結構也隨之有所變化。
當前漢字書體有篆書、隷書、草書、行書、楷書五種。
| 甲骨文 | 金文（鐘鼎文） | 大篆（籀文） | 小篆（篆書） | 隷書（漢隸） | 楷書（繁） | 楷書（簡） |
| ------ | -------------- | ------------ | ------------ | ------------ | ---------- | ---------- |
|        |                |              |              |              |            |            |

### 視覺藝術

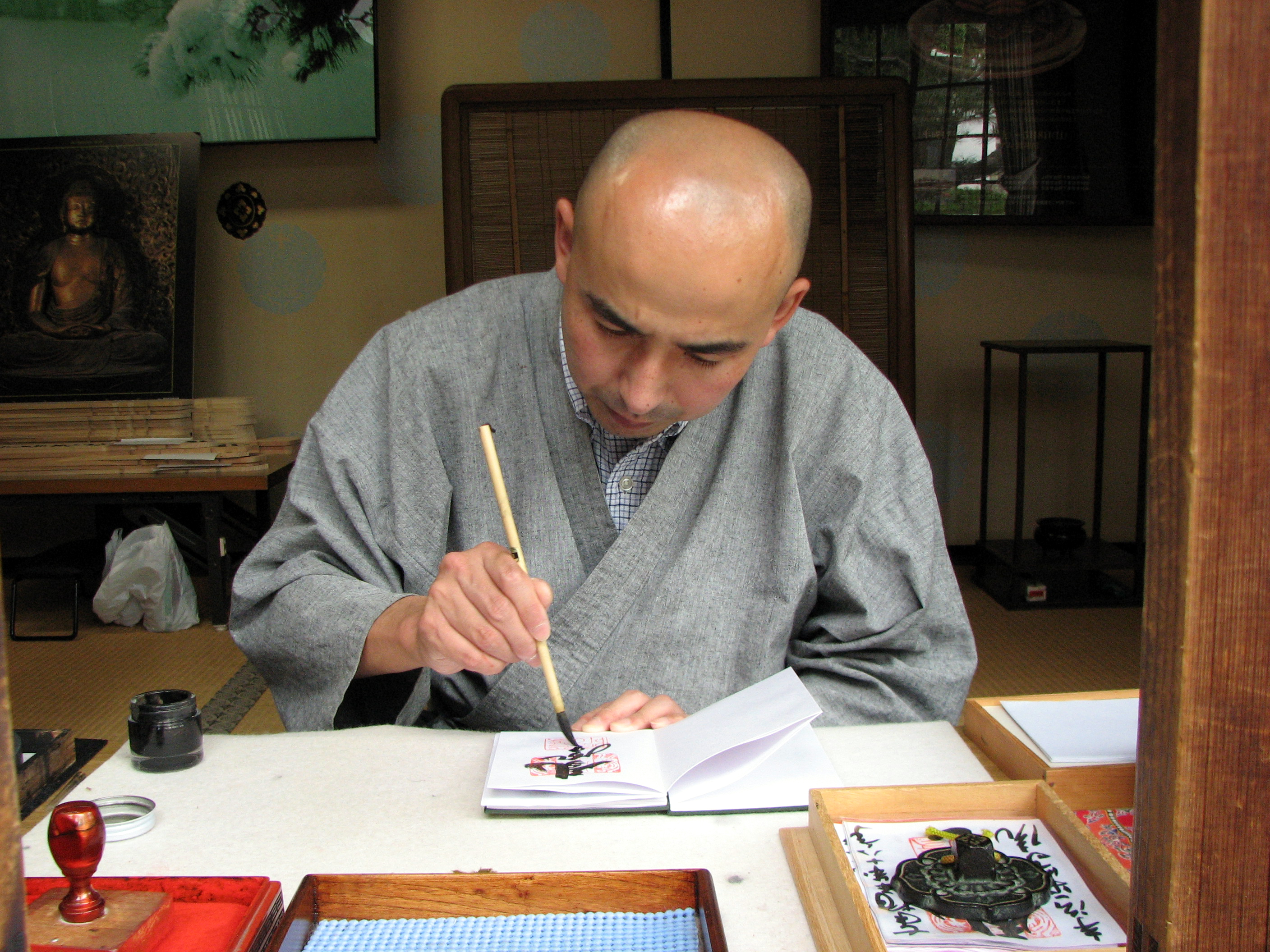
正在書寫的僧侶

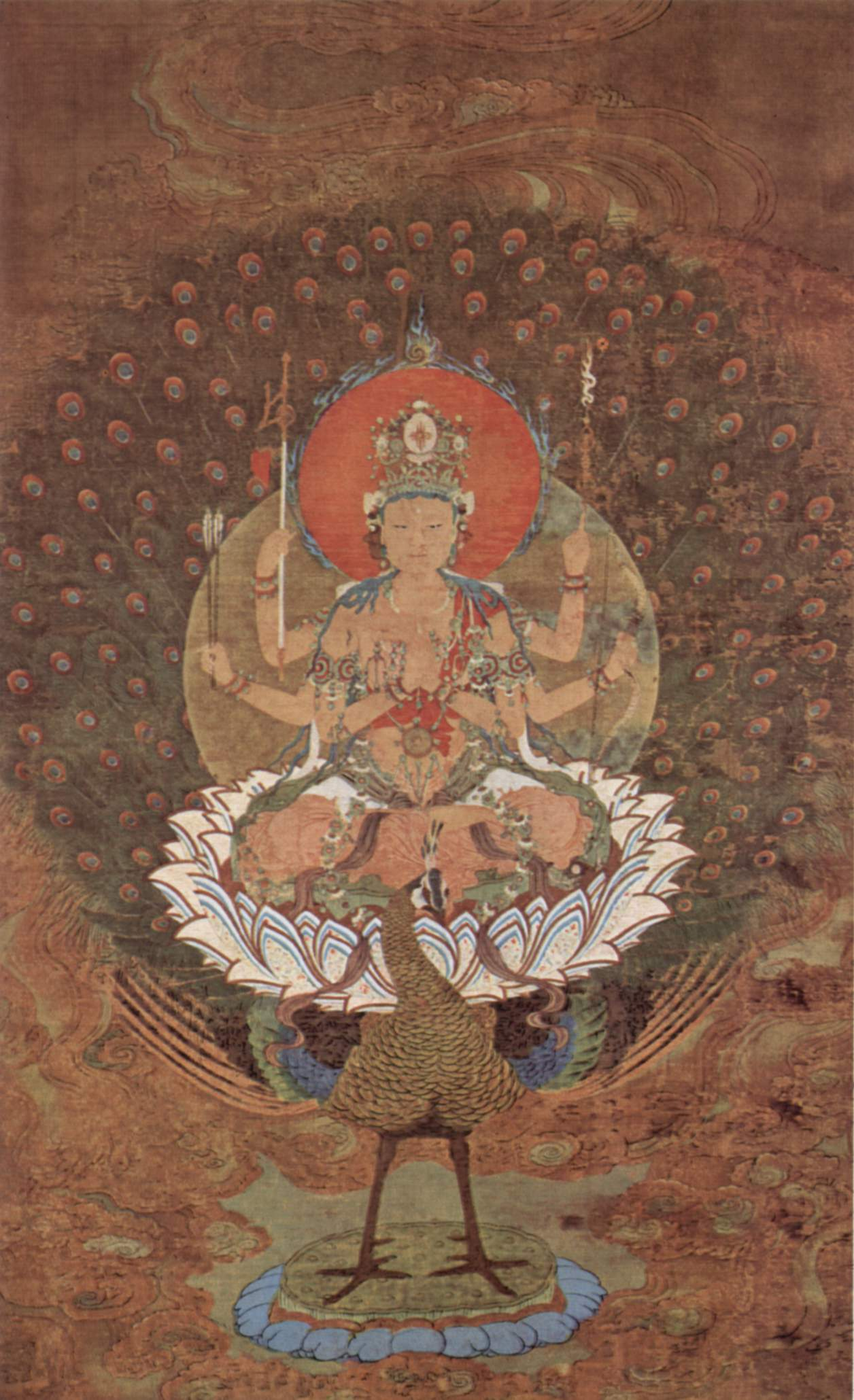
宋朝11世紀的孔雀明王畫像，現藏於日本京都仁和寺

艺术的影响在整个东亚文化圈都可以观察得到。尤其在曾经在中国统治下的地区，像朝鲜，越南，琉球曾為藩属，或者有華人移民的地方，如新加坡、马来西亚和印度尼西亚。即使從未受中國統治的日本，在艺术方面同样不能摆脱中華文化的影响。在一些领域，日本的追随者甚至超越了他们的先师，比如在日本达到鼎盛的漆器手工艺。16世纪以来，中国的工艺品－尤其是瓷器，大量向欧洲出口，这对欧洲艺术也产生了影响。中國書法、中國畫、瑤琴是中華文化中獨特的藝術，亦影響到日本書法與其他東亞書法。
在中華文化裡產生、發展起來的書法是表現漢字形體美韻的藝術。中國書法隨著漢字而廣為流傳在東亞流傳發展成為日本書道、朝鮮書藝，越南書法、琉球書道，因此漢字書法也包括韓國漢字、日本漢字與越南喃字。書法被認為是東亞的重要藝術和最優雅的寫字形式，並受東亞文明社會敬重並被廣泛實踐，亦促成了其他東亞藝術發展。中國書法以毛筆沾墨汁書寫，基本上分成篆書、隶书、行书、草书、楷书。漢字書法的使用工具也有特別的名稱，稱之為文房四寶，也就是筆、紙、墨、硯。書法最基本的表現手法是用筆，使「點畫」呈現，由一點一筆一畫組合成整體結構，而且要依照漢字的筆順，與繪畫大不一樣不能重複和填描。書法是由漢字的形體變化而有所不同，一般「筆法」有中鋒、側鋒，提按、使轉，順勢、澀勢。熟練地掌握了各種用筆方法，才能寫出或粗或細、或剛或柔的「點畫」，不同的書體，用筆的方法亦有所不同。例如寫篆書時，運筆要柔軟而莊重；在寫草書時，運筆則表現順暢而有力。書法的表現手法非常豐富，只有靈活運用，才能寫出具有力感、動感，自然美觀的上乘的作品。
使用工整的書法書寫，寫在紙上而成的對聯藝術也是獨特的藝術形式。就是由格律诗的對偶句和骈文與赋的俪句发展而来的，一般是貼在牆、門之上，特色是对仗工整，平仄协调且言简意深。對聯還傳入越南、朝鮮等地，這些國家至今還保留着貼對聯的風俗。
中國秦汉時期，以秦始皇陵兵马俑和石刻为代表，唐代周昉、張萱的仕女畫標誌著人物畫的進一步完善。山水畫已擺脫了作為人物畫背景的附屬地位而成為一個獨立的畫種。
五代、兩宋是中國繪畫藝術的鼎盛期。隨著畫院的設立，宮廷繪畫呈現興旺活躍的景象，後世文人畫通常將繪畫傳統回溯至此時。新的繪畫內容如民俗畫也開始出現，如北宋張擇端的《清明上河圖》，以長卷式構圖，生動地描繪汴京（今開封）的繁華景象，如實地展示了當時的社會生活風貌。陶瓷方面，宋代亦到高峰，定窯、耀州窯、磁州窯、建窯都有非常高度的發展，並有大量外銷，影響周邊東亞等地。南宋官窯則被認為是繼承汝窯，供給宮廷使用的高級瓷器，龍泉窯與景德鎮此時也有大量生產，供應外銷，近年考古發現的海底沉船可為佐證。
元代是景德鎮真正馳名的時期，最著名的瓷器即為青花瓷和釉裡紅。此時的瓷器外銷極為暢行，所以有研究認為青花的紋樣是伊斯蘭教客戶的要求而出現。龍泉窯的青瓷也非常著名，外銷日本與朝鮮半島的數量甚多，亦大量外銷到東南亞一帶。
明代以元四大家為學習對象，出現後來成為文人畫傳統的「吳派」（代表畫家是沈周、文徵明、唐寅、仇英），與浙派為明代畫壇的兩大主要派別。由於晚明崇尚吳派而貶低浙派，致使吳派在中國傳統繪畫中成為山水畫的主流，影響力一直持續到民國初年，甚至國民政府遷台初的繪畫教育，依然以吳派繪畫為主。
清代亦為西方繪畫逐漸進入的時期，最著名的就是乾隆時期任職於宮廷的郎士寧，然而這種西方的風潮並沒有影響到民間。但中國當時唯一對外的口岸廣州，出現專門替歐洲商人以油畫作畫的畫工，此是西方繪畫進入中國民間之始。晚清上海闢作通商口岸，由於地處輻輳，成為重要港口，也帶動油畫的需求與發展，中國畫家逐漸學會透視法等西洋繪畫方式，並使用進口顏料作畫，影響傳統繪畫的風貌。
民國美術大體延續清末發展，著名有李鐵夫、顏文樑、徐悲鴻、林風眠等人。以顏文樑、徐悲鴻為首新式繪畫仍強調古典寫實的訓練。此種訓練在中華人民共和國建國後由學習蘇聯的社會寫實主義所繼承。另一方面，林風眠、方幹民、吳大羽等崇尚現代主義的畫家則讓表現主義、立方主义等現代主義思潮漸漸在中國萌芽。同時，透過共產黨引入的木刻版畫，也是民國之後所出現的新風格，同樣影響了中國大陸之後的美術發展。

### 文學

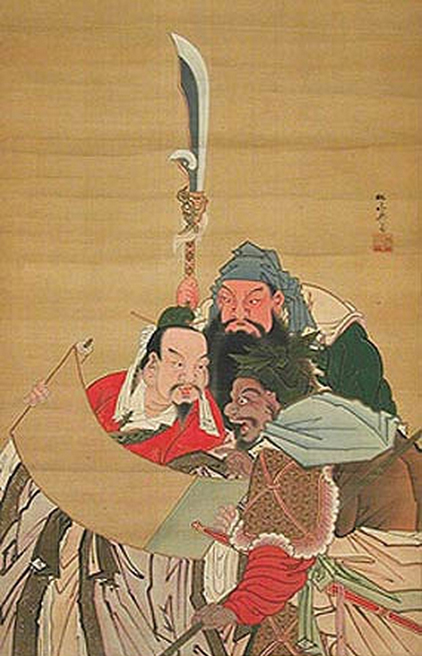
《三國演義》代表人物——刘备、关羽、张飞三人

在西周時期的文學高峰是易經與詩經。易經表現了中國古典文化的哲學和宇宙觀，以陰陽兩種元素的中心思想，以對立統一去描述世間萬物的變化。從十七世紀開始，《易經》亦被廣泛介紹到西方。詩經是中國最早的詩歌總集。中国历史上第二部诗歌作品集是《楚辞》，收录中国战国时期楚地诗歌的诗集，楚辞采取三言至八言参差不齐的句式，比喻、象徵、托物起興等表達手法，都得到更大的發展。
漢興起的樂府最早稱「歌詩」，是合樂的聲詩，也就是可以歌唱的詩，廣義上凡是可傳唱的詩歌，都可稱為樂府。兩漢樂府詩著重於「感於哀樂，緣事而發」，故多長篇的敘事詩，如諷刺上層社會之醜態《陌上桑》、《孤兒行》、描述愛情、家庭悲劇《孔雀東南飛》等；六朝樂府大都是緣情而綺靡的小詩，故大半為抒情詩，如《子夜歌》、《華山畿》、《襄陽樂》等，而北朝則相對於雄渾大方，如《木蘭詩》。
在中國唐朝之前的詩，往往都稱為古體詩，古體詩是一種較少拘束的詩體，多半是字數不拘的偶數句，不嚴格講究平仄與對仗，也不講究韻腳。最廣為人知的古體詩多為五言詩或七言诗，具代表性的有《古詩十九首》、陶渊明的《归园田居》、陳子昂之《登幽州臺歌》、李白的诸多古风、杜甫的三吏三别、白居易的《长恨歌》、《琵琶行》，等等。四言诗有诸如曹操的《观沧海》。杂言诗有诸如李白的《行路难》、《将进酒》等。在唐代則是近體詩到達其頂峰，其形式為律詩與絕句。近體詩是講究平仄、對仗和葉韻的詩體。代表詩人有：李白、杜甫、李商隱、陸游等。
宋词是一種詩歌藝術形式，一開始伴曲而唱，所以寫詞又稱作填詞、倚聲。後來逐漸獨立出來，成為一門專門的詩歌藝術。北宋代表作家有晏殊、歐陽修、張先、柳永等人，其後蘇軾進一步「以詩入詞」，完全突破了詞的傳統題材和傳統風格，擴大了詞的境界，提高了詞的品格，使之成為一種可以表現多方面內容的新詩體。南宋詞壇的代表人物是辛棄疾。著名的如《稼軒長短句》《破陣子》、《鷓鴣天》、《水龍吟》、《永遇樂》等，辛棄疾早年在北方曾從金人學詞，成名之後，又成為金朝詞人學習的榜樣。
白話小說之代表自元代章回小說開始，到了明清，小說成為主流。元代名作有《水滸傳》，明代名作有吴承恩《西遊記》、兰陵笑笑生《金瓶梅》、罗贯中《三國演義》，清代者前期有曹雪芹《紅樓夢》、吳敬梓《儒林外史》等，晚期逐漸出現諷刺時政的譴責小說，如李伯元《官場現形記》、曾樸《孽海花》、吴趼人《二十年目睹之怪現狀》、刘鹗的《老殘遊記》，民國時期張恨水《金粉世家》等書。

### 音樂及表演藝術

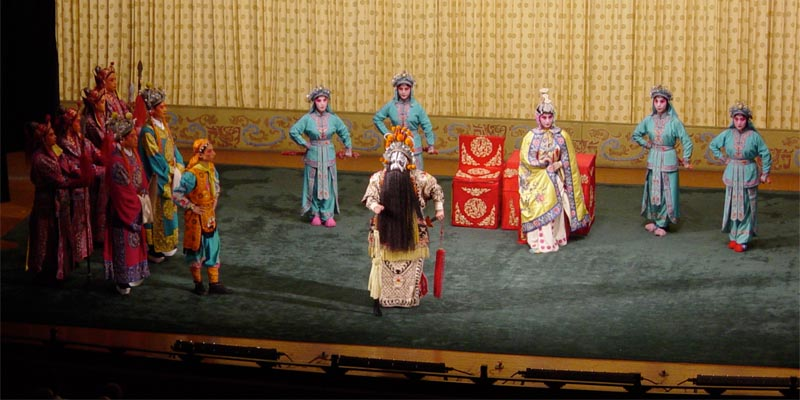
京劇表演

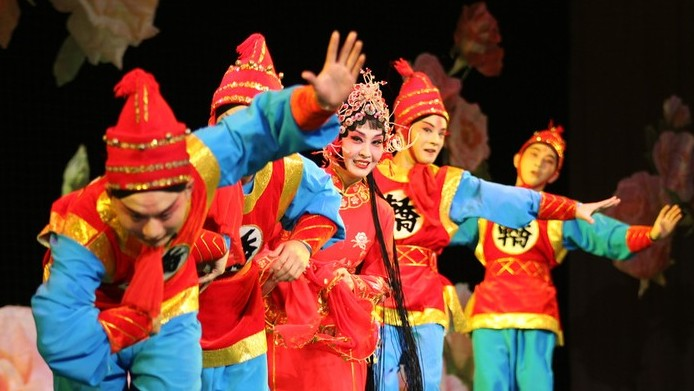
豫剧表演

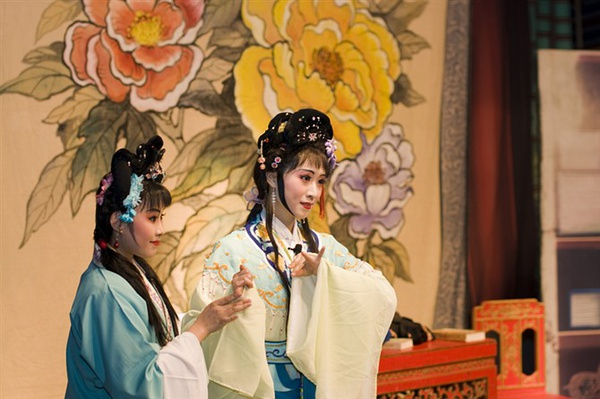
潮剧表演

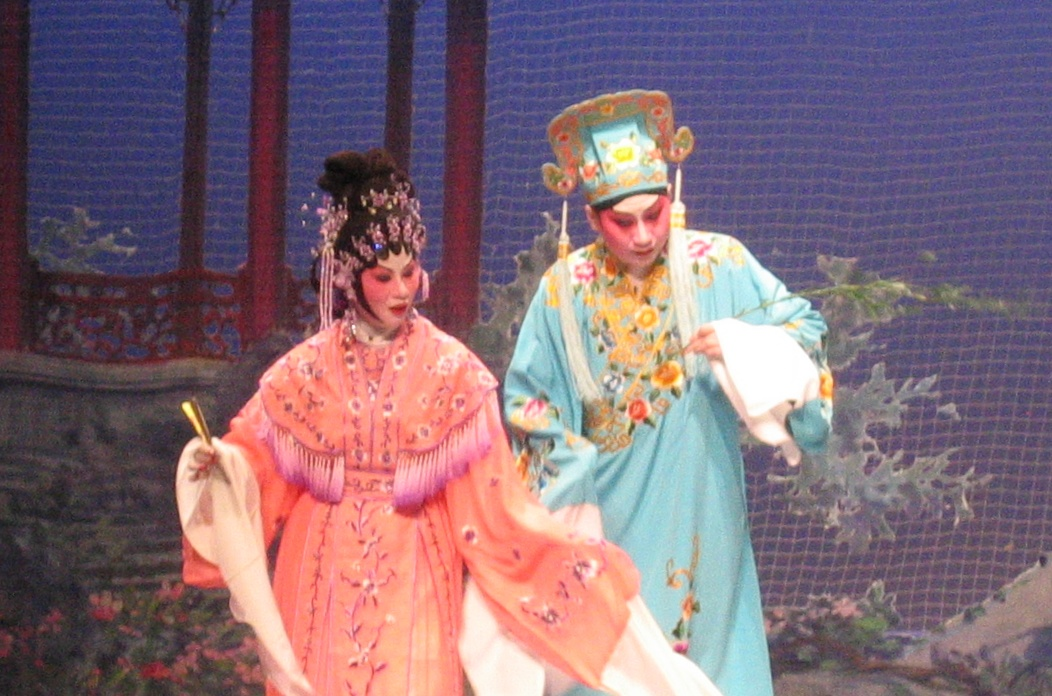
粵劇表演

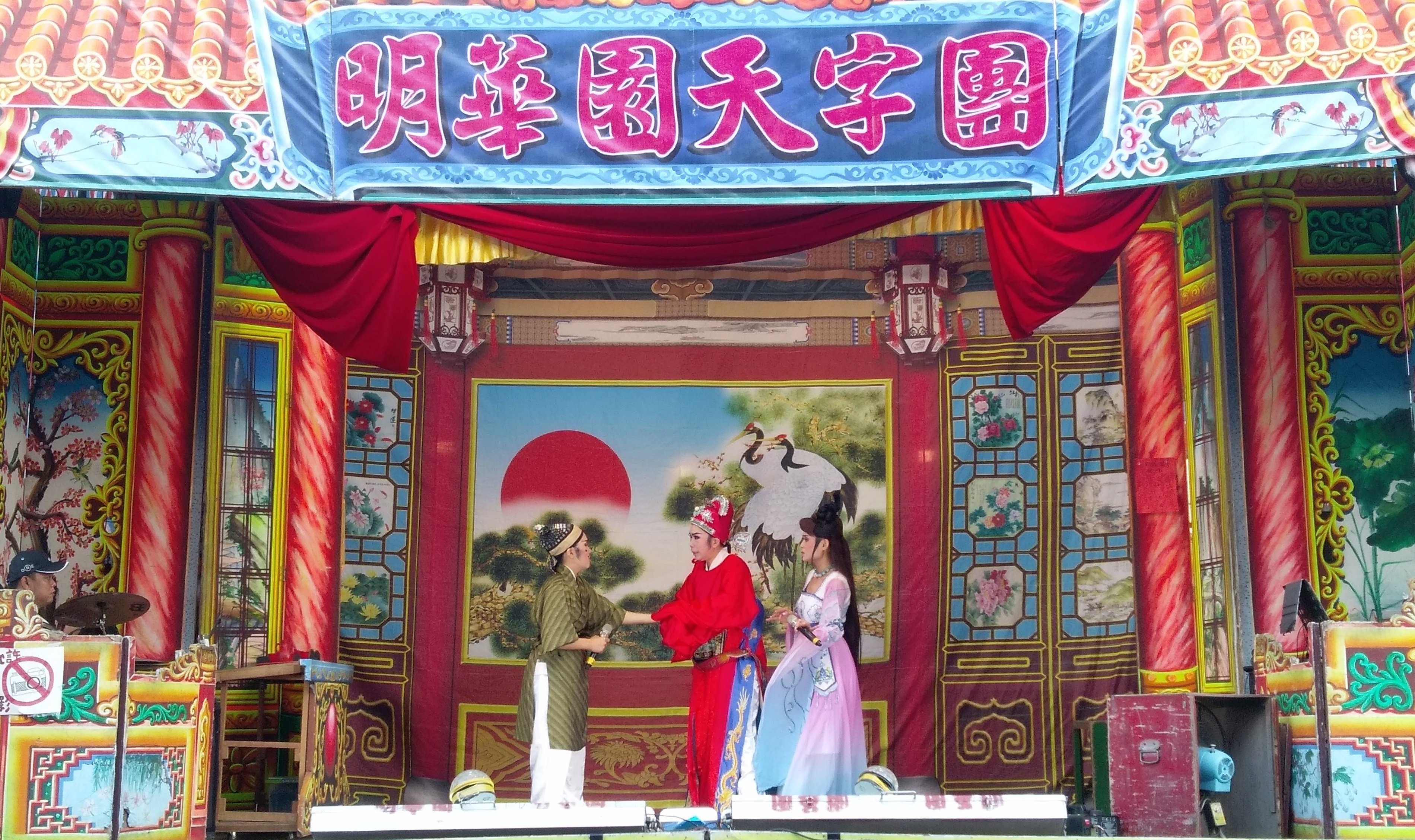
歌仔戲表演

傳統戲曲方面，表演形式主要以歌舞說唱形式表達，有別於同樣是舞台表演藝術的歌劇，從先秦的俳優、漢代的「百紅」、唐代的「參軍戲」、宋代的雜劇、南宋的南戲、元代的元杂剧，明代的秧歌，清代的京劇。現在中国六大剧种有京剧、豫剧、越剧、黄梅戏、评剧、秦腔。
京劇又称平劇、國劇，是在北京形成的中国戏曲曲种之一，融合了徽劇和漢劇，并吸收了秦腔、昆曲、梆子、弋阳腔等艺术的优点，腔调以西皮和二黄为主，主要用胡琴和锣鼓等伴奏。演員角色種類主要分「生」、「旦」、「净」、四种。有文有武，集「唱、念、做、打」於一體。「念」就是具有音乐性的念白，京剧中的念白分京白、韵白和苏白，京白是用北京音，韵白则用湖广音、中州韵，苏白使用苏南地区的方言。「做」就是做表情和肢體身段。「唱」就是唱腔。「打」是結合民間武術將其舞蹈化的武打动作。京劇是13世纪中期元朝的雜劇所形成，而后在清朝宫廷内得到了空前的繁荣，在18世紀伏爾泰將《趙氏孤兒》改編為五幕劇本在法國巴黎公演，亦在歐洲造成轟動，因此被视为中国国粹。
豫剧是中国的五大剧种之一，居中国各地方戏曲之首。因早期演员用本嗓演唱，起腔与收腔时用假声翻高尾音带“讴”，又叫“河南讴”。又因其音乐伴奏用枣木梆子打拍而得名河南梆子，豫剧是在河南梆子的基础上，不断进行继承、改革和创新发展起来的，中华人民共和国成立后因河南省的简称是“豫”而将该剧种定名为“豫剧”。豫剧在安徽北部地区被称为梆剧，山东、江苏的部分地区仍称梆子戏。豫剧主要流行于黄河、淮河流域。除河南本省外，河北、山东、陕西、湖北、山西、安徽、江苏、四川、甘肃、东北、新疆、西藏各省以及台灣等地都有专业豫剧团的分布。豫剧在台湾舞台上与歌仔戏、京剧呈三足鼎立的局面。根据2004年的统计，中国大陆的豫剧团达160个，是全国之最。
潮剧，又称潮州戏，用閩南語潮州话演唱的地方剧种，在明朝开始形成后，流行行于广东潮汕、闽南等地，并随潮州人传播到香港、上海，以及海外的泰国、新加坡、马来西亚、印尼、柬埔寨、越南等东南亚与欧美地区，是中国对外最有影响的地方戏剧之一。潮剧历史悠久，是中国最古老的地方剧种之一。潮剧亦有就传入了泰国，在1685年至1688年泰国宫廷宴会中用以招待法国国王路易十四的使节。20年代至30年代泰国曾是世界潮剧的中心並成為潮剧的第二故乡，同时也是在潮剧历史扮演着重要角色。在2006年，泰国有30多个职业与半职业的潮剧团。
源自南戲的粵劇，原稱大戲或者廣東大戲，自明朝嘉靖年間開始在廣東、廣西出現，是糅合唱做念打、樂師配樂、戲臺服飾、抽象形體等等的表演藝術。粵劇最初演出的語言是中原音韻，到了清朝末期，知識分子為了方便宣揚革命而把演唱語言改為粵語廣州話，使廣東人更容易明白。粵劇亦有傳播海外。19世紀末，大量大批華工前往美國巴特和瑪麗斯維爾等礦區擔任礦工，於是從三藩市有粵劇戲班定期演出，並且在紐約與三藩市經營粵劇戲院。粵劇為華人帶來了賴以生存的民間文化。當年擁有123名演員的鴻福堂劇團在美國大劇院首次登場，上演粵劇，大獲成功，並在唐人街建立自己的劇場。1920年代中有粵劇戲班在北美各地公演。
福建梨園戲起源於宋元時期的泉州，被譽為「古南戲活化石」，和浙江的南戲並稱為「搬演南宋戲文唱念聲腔」的「閩浙之音」。梨園戲流傳在閩南地區、臺灣和東南亞華裔閩南人聚居區，梨園戲可分爲「上路」、「下南」及「小梨園」(七子戲)三大流派，前兩者又稱大梨園。每個流派風格與劇目不盡相同，三大流派各有其代表劇目，稱為十八棚頭。常見劇目有荔鏡記、呂蒙正、郭華、朱弁等等，劇目通常以主角名字命名。演唱的曲調和樂隊、樂器係福建南音（南管）系統，在臺灣的戲路以小梨園為主，因此較常稱為南管戲或是七子戲（小梨園）。2006年5月20日，梨園戲被列進中華人民共和國國務院公布的第一批國家級非物質文化遺產名錄。
歌仔戲（薌劇）是臺灣唯一原生的劇種，亦為中華傳統戲曲的獨特分支；由福建閩南移民入臺後，歌仔戲在臺灣宜蘭地區結合了福建漳州地區的「錦歌」（臺灣稱「歌仔」）與「車鼓戲」的場面和動作表演，並搭配南管樂曲與唱腔，產生形式簡單的「老歌仔戲」；之後又吸收其他多種流行劇種的戲目、音樂和表演藝術，而發展為成熟的歌仔戲。1925年之後，歌仔戲在內臺、野臺、廣播、電影和電視中都有進行演出；其後，又大量吸收上海與福州京劇戲班的機關布景和表演，豐富了通俗劇場的內涵。歌仔戲在台灣熱門之後，不僅傳回了中國大陸福建，也同時流行於東南亞一帶的華人地區。明華園引進了現代劇場、實驗劇場及電影分場的節奏，將現代歌仔戲躍登國際舞臺。
1950年代，當時中國有367個戲曲劇種；到了1982年，仍有317個劇種；而到了2005年，僅剩下267個劇種，於是中華人民共和國政府將京劇、粵劇、越劇、潮剧、歌仔戲（薌劇）…等劇種名列於2006年5月20日公布的第一批518項國家級非物質文化遺產名錄之內。
中華傳統舞蹈在五千年以前，就已經在中國出現了原始舞蹈。現在主要分為古典舞、民間舞兩大類。另外有著名少數民族舞蹈有维吾尔族的木卡姆，藏族的囊玛，壮族的铜鼓舞，傣族的孔雀舞，彝族的跳月，苗族的芦笙舞、朝鲜族农乐舞等。
中國原始時代舞蹈是華夏文化初始形態，而且此時期舞蹈的作用與後來的舞蹈有很大不同。這時期主要是通過舞蹈來反映狩獵、農耕生活，戰爭，或者性愛、生殖，以及祭祀或祈禱等活動。
中國樂舞的第一個高峰時期是周代雅樂舞蹈，西周周武王之弟周公對公元前26世紀到前11世紀流傳的歷代樂舞的整理更是文化史中的空前壯舉。周公制禮作樂，除了為了紀念其父兄建周滅紂之樂舞的「大武」之外，周公還把傳說中的帝王從黃帝堯舜到商湯等五帝的樂舞整理與大武並稱為「六代舞」。在「制禮」的同時「作樂」，用「樂」這種聲形諧和的藝術型式來表現禮。為雅樂舞蹈前聲，也是周代雅樂的主要內容。之後，雅樂在其他東亞文化的廣泛流傳。
兩漢舞蹈百技紛呈，是俗樂舞文化的高峰早在秦始皇即把民間的角抵戲引入宮廷，後來漢武帝大興角抵百戲就是延續秦制，發展至東漢已成為極為豐富的宮廷舞樂百戲，富豪貴族的家庭宴會也多是雜技的成份的綜合性演出。漢代舞蹈有即興歌舞和宴飲中的「對舞」，即是女子長袖對舞、男女長袖對舞、男子寬袖對舞和男子短袖對舞。一般宴會中是由主人先舞，客人再起舞為報，還有舞劍、舞刀、舞棍、干舞、戚舞、長袖舞和巾舞等，舞姿舞容都很考究。
魏晉南北朝時代是中國歷史上民族融合的時代，這時期的民間舞名稱之為「雜舞」，融合了漢、魏以來的雜舞，江南的「吳歌」荊楚的「西曲」等歌舞，形成「清商樂」和漢族的「清商樂」相平行，而少數民族的「胡樂」、「胡舞」及外國樂舞如「天竺樂」、「龜茲樂」、「疏勒樂」、「安國樂」、「高麗樂」、「康國樂」、「高昌樂」等，隨著民族文化的交流而形成漢族樂舞「西涼樂」。各民族共同創造的舞蹈文明在這個時期顯示了其藝術的自覺，為隋唐樂舞文化的新高峰奠定了基礎。唐代舞蹈文化燦爛輝煌，達到了藝術巔峰，因南北朝朝野崇信佛道也出現以宗教為背景的宗教樂舞。
隋文帝匯輯當時流傳各地的漢族傳統舞、少數民族舞、外國傳入的各類樂舞計七部，稱七部伎；而後來更增加疏勒樂和康國樂，改稱為九部樂。隋炀帝曾徵各地散樂及舞蹈進行表演，此後成慣例於每年正月演出用來招待突厥客人。到唐朝時，唐人把舞蹈視為抒情和展示才華、表示禮節的手段以及能文能武、能歌善舞的文化素養。著名代表人物有親自排練過聲勢浩大的破陣樂的唐太宗李世民，善作曲能伴舞的唐玄宗與善舞「霓裳羽衣」的楊貴妃，及善舞以抒情的詩人李白。唐代的宗教樂舞也很發達，如鶴舞和花舞等禮佛娛人的舞蹈在佛寺中很常見；祭祀巫舞從巴楚之地到中國西北荒村都很興盛，唐代宮廷的驅儺是種面具神舞，繼承漢代的宮儀規模亦极为盛大。
唐代不僅有自娛的民族舞蹈還有大量的表演性舞蹈，唐代對歌舞的分類比前代更為細膩。有按風格特點來分的健舞和軟舞類別；有以結構的嚴謹和統一歸類的歌舞大曲，其中霓裳羽衣舞最為著名；有以故事情節歸類的歌舞戲；有從用途和表演方式歸類且用於宮廷朝會、宴饗的九部樂、十部樂、立部伎等。尚有一些名舞不能歸類，如讚美龍女的凌波曲是盛唐著名舞人謝阿蠻依舞曲編舞表演的，深得唐玄宗和楊貴妃的喜愛；唐懿宗的伶官李可及編創的「菩薩蠻舞」是表現佛國仙女的美音妙舞，其他不能歸類的名舞如「何滿子」、「嘆百年」等都是在當時興盛有深遠影響力的。
宋代的宮廷樂舞雖衰退但完善了宗法禮教，所以宋朝宗廟祭祀一直保存著雅樂舞蹈。宋代的雅樂舞現保存在文獻中的有《大善樂舞》、大順樂舞、《大慶樂舞》、《大定樂舞》、《天盛樂舞》、《大和樂舞》、《大昭樂舞》和《大熙樂舞》等。宋代的《燕樂》是隊舞，男子隊有拓枝隊、劍器隊、異域朝天隊等；女子隊有菩薩蠻隊、拂霓裳隊、菩薩獻香花隊、彩雲仙隊等。宮廷隊舞在宋初尚為興盛，宋代文人喜好填詞，士大夫家有家伎歌女善歌舞，如北宋寇準喜好拓枝舞，傳說每宴必有拓枝歌舞表演。宋代的趙構在晚年時留下一部舞蹈動作譜《德壽宮舞譜》。
宋代燕舞比起民間的舞蹈已大為遜色，宋代是民間舞蹈興起的時代，既有節日的社火舞隊，又有日常在市集街坊的賣藝演出。竹馬、旱船、舞獅等在宋代已極為興盛，有些則為後來的戲曲所吸收，如《抱鑼》、《舞鮑老》等。有些民間舞蹈傳入日本如《龍舞》、《九連環》、《撲蝴蝶》等；而有些燕樂舞傳入朝鮮並作為宮廷樂舞保存下來，其中有《五羊仙》、《獻仙桃》、《拋球樂》、《蓮花臺》等。宋代舞蹈走向市井也使明清以後的中國舞蹈演變成武藝和民間娛樂整合發展的新型式。
自元、明、清以來，舞蹈藝術從兩方面得到繼承與發展，一是戲曲表演「打」即是武術動作，即元雜劇稱為「科」在京劇稱為「做」的「武舞」。另一方面是在民族文化活動中的長足發展，元、明、清時期民俗活動、民間舞蹈如《高蹺》、《旱船》、《舞獅》、《舞龍》各種鼓舞和《秧歌舞》等，不但具有地方風情也有群眾性。
元代雖在宮廷舞上繼承宋代的隊舞型式，但在內容上則大大不同。蒙古族古代的薩滿巫舞（如安代舞）在蒙古地區廣泛流傳成為群眾喜愛的娛樂型式。元代的帝王在宮廷隊舞中，不僅有說法隊舞；還有元順帝創制的十六天魔舞，表現佛國仙女的曼妙舞姿。元雜劇中吸收了宋代宮廷隊舞的音樂和舞蹈，同時也吸收元代戲曲與民間舞蹈的生動舞姿。
舞蹈發展在清代是一個比較衰落的時期，但宮廷舞蹈仍流行《佾舞》與《隊舞》。佾舞主要用來祭祀神靈，分為文舞和武舞。文舞又叫《文德之舞》，武舞又叫「武功之舞」。一般是在祭祀開始時舞「武功之舞」，武舞生左手執干，右手執戚。祭祀中間及結束時跳「文德之舞」，文舞生右手執羽，左手執籥，兩邊還有執節者，指揮舞隊。清代宮廷隊舞又叫《慶隆舞》，是從《蟒式舞》、《瑪克式舞》演化而來，本為滿族傳統舞蹈，入宮後用於皇帝宴饗巡酒。因舞蹈藝術呈衰落之勢，因此民間社會沒有專業的舞蹈演出團體，但仍有於燈節和迎神賽會的舞蹈活動，作為自娛性、群眾性的娛樂，民間舞蹈並常與技藝組織在一起，形成綜合性的表演隊伍，稱為走會或花會，其中著名有《秧歌》、《高蹺》、《獅舞》、《胯鼓》、《旱船》、《小車》、《竹馬》、《大頭和尚》等民間舞蹈。
而西方舞蹈約始於光緒初年傳入中國，主要是西方人聚會時的交際舞和後來的舞台表演的舞者傳入，但未能在社會上產生廣泛影響。直到近代以後，西方舞蹈作為獨立的劇場藝術的舞蹈日益完善和成熟起來，並融入古代舞蹈的。由北京中央戲劇學院舞蹈團人員建立的一套復古的中國舞蹈體系－中國古典舞，是從中戲曲中取材，採用世界芭蕾的訓練舞種，發展創建並起來的一個有獨特的韻律、形體語言及審美特徵的中國風舞蹈。而台灣的舞蹈團體雲門舞集許多經典舞蹈融會了中西與古典與現代的特色並享譽世界，演出許多經典舞蹈作品。其中包括有《白蛇傳》、《水月》、《紅樓夢》、《薪傳》等節目都是中華文化的發揚。
傳統宮廷舞蹈
- 大舞
- 小舞
- 漢朝樂府
- 唐朝樂舞

傳統民間舞蹈
- 彩帶舞
- 套路
- 蓮香
- 扇子舞
- 土風舞

傳統音樂是在以黃河流域為中心的中原音樂和四域音樂以及外國音樂的交流融合之中形成發展起來的。中原音樂、四域音樂、外國音樂是中國傳統音樂的三大來源。中華傳統音樂以楚風燕樂、文佾武佾、南北朝夏昭樂、北朝迎神曲、北魏吳歌西曲、唐朝教坊樂曲、破陣樂、雅樂、明代的十番樂等在歷史上頗具盛名。其中在西周初年制定雅樂成為東亞樂舞文化的重要的一部分。雅樂原是中國古代的宮廷音樂的儀式體系。日本雅樂中自中國傳入的唐樂曲目，卻演變成是自唐朝的宴會音樂燕樂，至今仍是日本的宮廷音樂。朝鮮雅樂最初於1116年經由中國宋朝皇帝宋徽宗贈與朝鮮的樂器引入朝鮮。越南雅樂自1400年至1407自胡朝引入，1996年由順化大學復興，並已以順化宮廷雅樂之名列入2003年第二批聯合國人類非物質文化遺產代表作。臺灣的南華大學亦有與中國古樂專家的蒐集、考證，雅樂團所演奏的雅樂以「大晟樂」為基礎。考證從上古的巫儺樂舞到明萬曆的十番鑼鼓，甚至以編鐘演奏「歌鐘鳴舞」。
樂器就以樂器的演奏方式，概分為管樂器，絃樂器和擊樂器。常見的管樂器有笛、笙、簫、嗩吶、巴烏和管等。絃樂器常見的有柳琴、琵琶、阮咸、月琴、三弦、古琴、古箏等。常見的打擊樂器有鐘、磬、鼓、鑼、鈸、板類。傳統音樂講究藝術表現的中和、簡約、適度、含蓄、空靈。以“中和”為“樂而不淫，哀而不傷”；簡約淡化的節奏的手法，“和”不僅是協調、統一，還要於“和”中求“平”、求“適”。包蘊著無限情、無限意的“境”。不盡的思緒，無垠的遐想，與那象外之境神合意凝，體現出一種“思與境偕”的和諧美。樂理方面以五聲音階為主。與西方傳統藝術注重立體感不同，它更著重於表現線形態。
20世紀以來，隨著西方音樂的大量傳入，加上思想領域內的「歐洲中心論」以及中國人缺乏對民族音樂文化的深層認識，使得中國民族音樂漸受冷落。民國時期的上海產生了不少優秀的中國流行音樂。中華人民共和國成立後，民族音樂得到了很大程度的挖掘與研究，曾一度欲建立「中國樂派」。隨著改革開放的加深，民族音樂受到了港台流行音樂等諸方面的衝擊與挑戰。近年來，不少音樂人提出了「新民樂」或「民族音樂交響化」的概念，並進行了相關的音樂創作，但也受到了很大的爭議。隨著現代流行文化演變，傳統音樂出現「女子十二樂坊」等流行化的民族樂隊組合。交響樂團演出的中國民族音樂亦有梁祝小提琴協奏曲、黃河鋼琴協奏曲，其中梁祝小提琴協奏曲成為中國第一顆探月衛星嫦娥一號30首太空播放曲目之一。中國民歌亦為中華音樂的口頭創作，其中某些優秀作品具有高度的藝術價值。傳統音樂在中國文學史上亦是詩歌與文學的始祖，是作家創作的源泉之一。

### 建築藝術

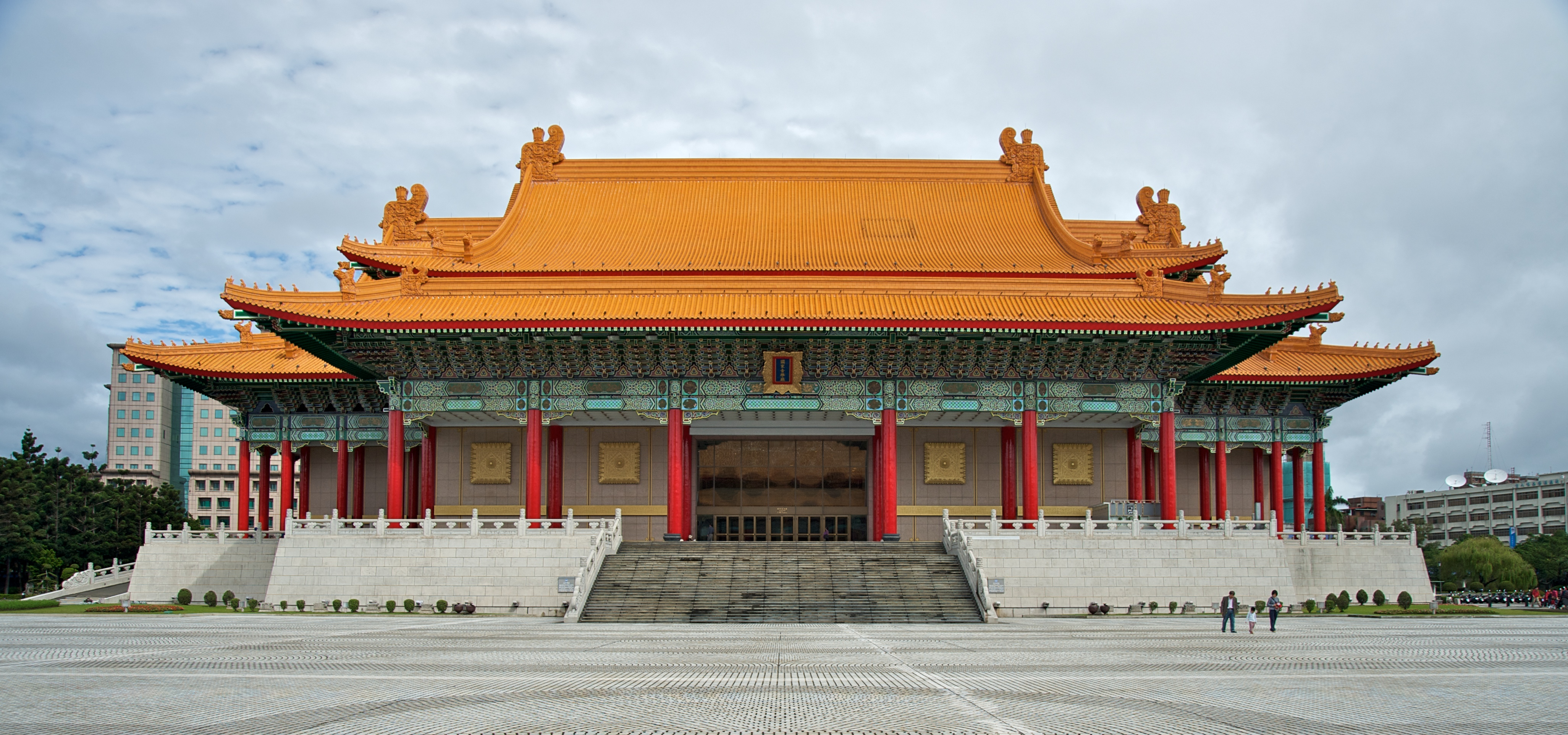
位於台北市的國家音樂廳

傳統建築的形成和發展具有悠久的歷史。中國由於幅員遼闊，各處的氣候，人文，地質等條件各不相同，而形成了各具特色的建築風格。尤其民居形式更為豐富多彩。如南方的干闌式建築、西北的窯洞建築、北方的四合院建築等等。
其中以四合院的院落式的建築群風格為代表，房舍為多層台基，色彩鮮豔的曲線坡面屋頂與屋瓦，建造時講究因地制宜、依山就勢，造景的巧妙的園林，並以風水來選擇宮殿、村落選址，而日本傳統建築、朝鮮傳統建築、越南傳統建築、琉球建築也因為受到中華文化影響，都有相似建築風格。
相對於西方古建築的磚石結構體系來說，中國古代建築是獨立的结构體系，其最大的特點，以木結構體係為主。中國木結構體系歷來採用構架制的結構原理，以四根立柱，上加橫樑、豎枋而構成「間」，斗栱是中國木架建結構中的關鍵部件，其作用是在柱子上伸出懸臂樑承托出簷部分的重量。多層台基，色彩鮮豔的曲線坡面屋頂，院落式的建築群，展現廣闊空。漢朝已經有院落建築的表現，及至明清最宏大的建築群—紫禁城，也採用的複雜的圍合形式。中國古代建築中也有少量磚石建築，磚石結構多用於塔式建築。
在中國建築成就中最為重要的是「榫卯木架結構」。榫卯結構從字面和形象上講是中國木構建築的骨架。木構建築在中國已有七千年之久，從遠古時代即已存在。與榫卯結構一起運用了數千年之久的另外兩個特點是台基和裝飾性屋頂。這三個特點是中國木構建築的核心。進一步發展以後，建築中的這三個特點就表現為台基、樑柱結構和屋頂結構。出現於西元前末期出現的「斗栱」繼而發展，成為木構房屋的第四個特點了，斗栱後來發展為將樑柱和屋頂連為一體的結構。

### 服飾設計

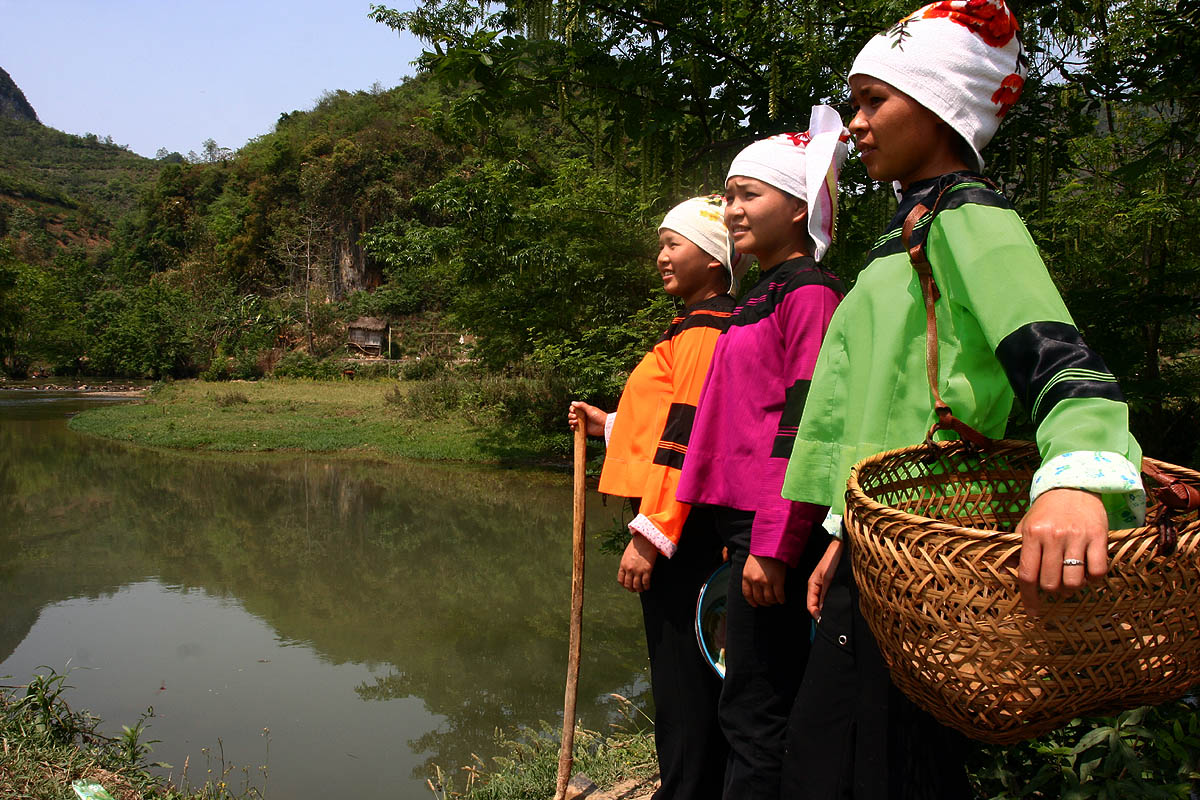
壯族傳統服飾

中华人民共和国認為，中國的服裝在各民族互相影響滲透以及對外來文化的吸收融合的基礎上形成了獨具特色、豐富多樣的服飾文化。
近現代中国的流行服飾主要有中山裝、唐裝、旗袍、現已漸漸復興起漢服等。
中山裝是近現代中国男子最基本的服裝之一，起源于当时的英国学生服。在中华民国方面，政府官方以中山装为男子礼服和国服、旗袍为女子礼服，除此之外均不是官方认定的代表中国的服装。受到中华民国影响，在中華人民共和國，中國共產黨的領導人以及一些出國訪問、考察學習的工程技術人員和留學生也會穿著中山裝，該服裝可被視為在公共场合穿着的代表中国的服饰。
唐装是清代至現代中國人以及華人的一種傳統服飾。當今唐装並非唐朝服裝的發展，清华大学美术学院教授袁杰英指出，唐装是满族服饰的延续和改良；中國人民大學清史研究学者丁超认为唐装是從明代對襟衣、罩甲、以及清朝時期的馬褂发展而来的服飾；清代学者郝懿行認為唐裝的淵源可推至漢魏時期。
「漢服」在现代的《中國衣冠服飾大辭典》中被定义为在中国人裡人口最多的漢人服飾，或者「漢服」一詞是一種「中國朝代服飾」或“相對於中國少數民族的漢人之服”的概念，例如清代汉人服饰有时也被稱為「漢服」。部分学者认为“漢服”這一概念在古代並不常用。

### 飲食禮儀
中华飲食文化对东亚地区的饮食文化带来深远影响，也是目前中國大陸及台灣最主要之飲食文化，同時常見於多華人之地區。在日本和韓國稱爲中華料理或中國料理，歐美稱之爲唐餐，是中華文化的组成部分。米食和麵食是主要的兩大類型，中國南方和北方種植稻類地區，以米食為主，種植小麥地區則以麵食為主，此外，各地的其他糧食作物，例如玉米、高粱、穀類、薯類作物作為雜糧也都成為不同地區主食的組成部分。中國東南方仍以米食為主，大米製品種類繁多，如米飯、米糕、米粥、飯糰、米麵、餈飯、湯圓、粽子等；东北、西北、華北則以麵食為主，饅頭、包子、麵條、烙餅、餡餅、餃子等都為日常喜愛食物，其他如山東煎餅、陝西鍋盔、山西刀削麵、西北、華北抻麵、四川擔擔麵、江蘇過橋麵等都是有名的麵製風味食品。菜谱来源于中国各个地区和民族的菜肴，中国菜主要八大菜系組成；“八大菜系”是指川菜（四川菜）、湘菜（湖南菜）、粵菜（廣東菜）、蘇菜（江蘇菜）、魯菜（山東菜）、浙菜（浙江菜）、閩菜（福建菜）、徽菜（徽州菜）。著名菜餚有北京烤鸭、牛肉麵、麻婆豆腐、拉麵等，日本拉麵亦源自中國。起源於中國的食具筷子亦為流傳至東亞飲食文化。
中華飲茶茶文化與歐美的茶文化的分別很大，亦有中國十大名茶與台灣十大名茶，並以茶藝以區分，茶風格各地不同，最有名氣的要數四川成都的蓋碗茶和廣東潮州的工夫茶。日本茶道、朝鮮茶禮等其他東亞地區的茶儀式雖源自中國，但自行發展後有很大分別。
酒是全人類的飲料。不過與古希臘等西方世界最早的葡萄酒不同，中國人最早是以穀物為原料釀酒的。酒在中華民俗活動不可分開。近現代民間風俗的婚禮酒、喪葬酒、月米酒、生期酒、節日酒、祭祀酒等等，都可以在周代風俗文化的「八禮」中尋找到源頭。諸如農事節慶、婚喪嫁娶、生期滿日、慶功祭奠、奉迎賓客等民俗活動，酒都會在活動出現。也常在祭祀、會盟、祝捷等公務活動出現，還出現於民間的喜喪禮儀、歡聚迎送等場合。
老人生日，子女必為其操辦生期酒。擺酒宴請鄉鄰好友，並作攜贈禮品以賀等。提親與結婚亦是常備有酒，各種禮品其中又必不可少酒。婚禮後新人入洞房必要共飲「交杯酒」。洞房儀式完畢，新人要雙雙向參加婚禮酒宴者敬酒致謝，此時也亦會向新婚夫婦勸酒。
祭拜酒因襲於遠古對祖先諸神的崇拜祭奠。一般在立房造屋、修橋鋪路要行祭拜酒。凡動土施工，有犯山神地神，就要置辦酒菜，在即將動工的地方祭拜山神和地神。祭拜儀式要備上酒菜紙錢以求保佑。工程中，凡上樑、立門均有隆重儀式，其中酒為主體。然後逢年過節、遇災有難時，要設祭拜酒。除夕夜，各家各戶要準備豐盛酒菜，燃香點燭化紙錢，請祖宗亡靈回來飲酒過除夕，娛神活動其形式仍是置辦水酒菜餚。在傳統意識中，認為萬物皆有神，若有擾神之事不以酒菜祭拜，就不會清靜。端午節也會噴灑雄黃酒，小孩要掛香袋並在額頭上用雄黃酒畫一個「王」字；大人喝雄黃酒。
中國酒文化和詩歌、戲曲也有着豐富的聯繫，如「太白醉酒」、「武松醉跌」、「魯智深醉打山門」、「醉八仙」等，現代流行文化亦有以出現創作的功夫電影－醉拳等。

### 體育

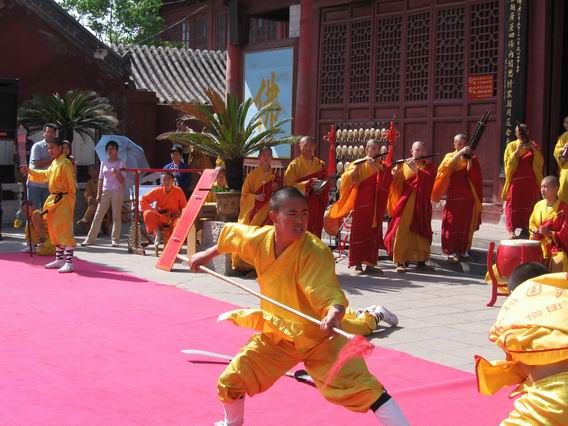
表演少林功夫的少林武僧

從明初到清朝中期，較活躍的流行運動為武術、摔跤、冰嬉、導引等，到了清代，因為滿族善於騎射、並習俗溜冰、摔跤，摔跤和冰嬉被清朝列為軍事訓練項目，使得這兩項傳統運動得以快速發展。此外當時民間流行還有流行拍球、踢石球P.157。
隨著明朝廣泛流行民間武藝，從軍事與防身用途逐漸演變成健身、娛樂的作用，最後形成一種專門的運動形式－武術，並成為近代传统文化的代表。發展到明代建立有特定內容的武術系統，又統稱為十八般武藝，主要內容包括搏擊技巧、格鬥手法、攻防策略和武器使用等技巧。與防身用途的武術不同的是，在體育、健身方面，著重在套路时顯示出身體動作之優美姿態而非傷敵。並融入獨特的養生、推手等概念。
中國武術亦稱為功夫或國術，並被視為中華文化之精粹。由於歷史發展和地域分佈關係，亦有許多衍生出不同門派。影響較大並高度發展的典型武術代表就是有"天下武術之源"稱號嵩山少林寺的少林功夫，在中國民間亦稱其為少林派 。其他經典武術還有太極拳的武當功夫。由已故國際武打電影明星李小龍所創截拳道與其起源的詠春拳。中國的武學亦為中華文化的特色之一，氣功與氣除了在養生保健方面有獨特的功效，亦有中國哲學、道教和中醫學的概念。武術、氣功與中醫一起，被認為是重要中華傳統文化之一，受到世界各地與文化內許多人的喜愛。
在中華民國有出現首次以學校組織成立的武術教育學術機構－中央國術館，中國武術於1990年首次被列入第十一屆「亞運會」競賽項目，之後武術運動成為中华人民共和国全国运动会、中华民国全国运动会、亚洲运动会、东亚运动会、东南亚运动会和南亚运动会等比赛的正式项目，亦是世界运动会的邀请项目，並以套路和散手兩種類型為主要比賽項目。
中華傳統民俗運動項目尚有舞龍、舞獅、風箏、踢毽、獨輪車、彈腿、跳鼓陣 、獅陣、車鼓陣、宋江陣、扯鈴。舞龍和舞獅是中國古代經常在廟宇慶典出現的表演節目，現在舞龍舞獅的文化傳統遍及中國、台灣、香港、東南亞，以至歐美、澳洲、紐西蘭各個華人集中的地區，成為代表中華傳統文化的一種。舞獅是在逢年過節迎神賽會不可或缺的遊藝，所以舞獅在早期即很興盛。傳統的獅陣大都由武術館組成，若是一般社團也都要聘請武師來教拳腳功夫，藉以鍛鍊成員的身體。
其他著名技藝有象棋、圍棋、蹴鞠、龍舟、角抵。

## 傳播

中華文化影響的地理範圍

自古以來，中華文化對中國周邊地區產生了深遠的影響，各自形成了相對獨立的漢字文化圈、儒家文化圈，這一地區除了中國大陸與台灣，還包括日本、朝鮮半島、越南、新加坡、馬來西亞等地。
漢文化圈為中華文化圈的一部分，法國漢學家汪德邁（Lon Vandermeersch）詮釋：「漢文化圈，實際就是漢字的區域」，故朝鮮、韓國、日本、越南、新加坡、台灣屬於漢文化圈範圍。中國週遭的日本，朝鮮，越南等歷史悠久的民族傳統文化亦有許多部份源自於中華文化，因為東亞一些族群在創造自己的文明系統時會採用部分漢字、儒學、律令，並大量引入了中國科技、漢傳佛教、科舉制度、中國文學、中國民俗。但因為傳播到不同國家的各自詮釋，因此在哲學、宗教、政治、經濟、科技、建築、藝術以及其他民俗等諸多方面仍有許多明顯不同。
判斷其文化受中华文明的影響程度，主要是依照漢字文化傳播而定，一般而言，受繼漢字文化國家，多半也繼承「中華文化」，所以日本、朝鮮、越南為接受中華文化並影響深遠的國家。而不具備中華思想且并非中華民族之一的民族几乎全部不使用汉字。而其文化是否属于中华文化亦可依照朝代的關係而定，如該國與中國有附屬關係以及其漢化程度有很大關聯，例如元朝忽必烈違背大汗選舉傳統即位以及「行漢法」的主張而被認為是中國的歷史朝代之一。在17世紀，滿族建立的清朝代替漢族的明朝取得了中原支配地位，並以其原有的滿文化大量融入了漢族文化後產生了滿漢文化。甲午戰爭前後的日本文獻中，日本亦經常將自己稱為神州、中華。李氏朝鮮作為中國附屬國也常自稱其文化為中華文化之正統，长期以“小中華”自居。越南的安南歷朝政權亦常自稱属于中華正统，而阮朝認為自身有在東南亞傳播中華文化的責任。這些情況直到列強入侵，外蒙古、朝鮮半島獨立，民族主義興起後，才不再以此為自稱。

### 历史
中華文化影響中國境內異族與週遭大和族、朝鲜族、琉球族、京族等，並各自形成獨特文化，中華文化為东亚、东南亚諸國的文化源頭之一。

#### 上古
朝鮮於漢代時期，漢武帝設四郡：樂浪、臨屯、真番、玄菟，將朝鮮半島北部納入中國版圖。以樂浪郡為交通孔道，文化東部重鎮：在前後漢四百年當中，樂浪郡發揮了相當重要的功效。東晉末，天下大亂，朝鮮半島南部的三韓中，辰韓的斯盧國與馬韓的伯濟國逐漸崛起。
越南在秦代即由秦始皇在此設象郡，將越南北部首次納入中國版圖。漢朝初期，趙佗滅安陽王，設交趾、九真等郡，將疆域延伸到今越南中部。

#### 中世
朝鮮在永嘉之亂後，高句麗、百濟、新羅鼎足而立。朝鮮半島北部被從中國東北的高句麗南下佔領了樂浪、帶方兩郡，將疆域拓展到朝鮮半島，同時與分裂的北方中原諸政權維持友好關係。西元五世紀初，全盛時期的高句麗與東晉結盟，形成與中原王朝南、北兩面外交關係。南朝宋元嘉六年（429年）高句麗遷都樂浪郡，成為地道的半島國家。半島南部則在百濟位於半島西南部，臨渤海灣，曾長期與高句麗為敵，與東晉、南朝較為密切。新羅位於半島東南，臨日本海，初期透過高句麗吸取中華文化，與北中國的關係較為密切。六世紀以後新羅興起，朝鮮半島上形勢產生變化。高句麗聯合百濟，以壓制新羅，新羅轉而與中原國家較為密切。
晋咸安二年（372年）高句麗設太學、傳入佛教、頒律令（初期以高句麗為最盛）。晋太元九年（384年）百濟設太學、頒律令。
日本則在此時期與南朝建立朝貢關係。根據南朝史書的記載，倭五王的倭國繼百濟、高句麗之後，在五世紀中與南朝建立朝貢關係的第三個。南朝梁大同四年（538年）佛教由百濟傳入日本。同時期，中國的儒教、易學、曆算、醫學，亦先後由百濟傳入日本。
朝鮮此時初次出現統一王國。隋唐帝國一再對高句麗用兵，在新羅的幫助下，唐於显庆五年（660年）滅百濟後設立熊津都督府；總章元年（668年）滅高句麗，設安東都護府於平壤。朝鮮半島首次出現統一王國新羅。583年，新羅始頒佈律令及允許傳佈佛教。政治、經濟制度全仿唐制。文化上，新羅創出用漢字來標音的「吏讀文」。科舉考試採用儒家經典書籍。大量派遣留學生至長安的太學，如崔致遠高中唐科舉進士，且嫺熟漢文，歸國後即備受國人推崇。
日本於西元七至九世紀逐漸進入主動、直接遣使吸收中華文化，是歷史上吸收中華文化最多、最快的時期。中國當時進入隋唐時期，日本在隋大业三年（公元607年）初次派「遣隋使」至中國，往後250年間，遣使不斷。透過使節來華的留學生、學問僧，唐代文化大量傳入日本。在平安時代後期（894年）停止派遣遣唐使，並在此之後開始成為獨特文化。
唐代時期在越南設安南都護府。五代十國末期，越南吳朝因而獨立。

#### 近世
自中國明朝恢復「冊封體制」以後，大規模文化交流開始與李氏朝鮮、琉球、越南、日本亦廣受影響。明建文三年（1401年）至嘉靖二十六年（1547年）室町幕府派出以經濟目的為主的遣明使與明朝進行交流，不少僧侶亦隨行渡明。上至佛教、儒教，下至筷子、品茶和建築，中華文化以中國為中心分佈開影響其民族生活文化。明朝允許琉球與福州互相貿易往來，史書並有記載琉球的察度王已向中國朝貢。

### 於漢字文化圈的傳播

#### 朝鮮半島
有学者称楚文化是韩国文化之源，现今，韩国的很多城市地名与楚国一样，甚至这些城市在韩国汉江的分布位置和楚国相同地名的城市在楚国汉江的分布位置都一样，如韩国的丹阳、襄阳、汉阳（今首尔）、汉江、洞庭湖，同时韩国的母亲河汉江（韩国）与楚国的母亲河汉江（中国）的上游都有一个名字一样的山太白山。中南民族大学的杨万娟教授认为，朝鲜的开国神话檀君朝鮮中的天神桓雄的原型可能是楚国的韩终，即為箕子朝鲜。朝鲜韩国學者的说法为古朝鮮由中国商周时代的移民与原土著居民组成，大部为早期东夷等部落移民后裔 。前194年燕人卫满推翻箕子朝鲜準王，国号仍称“朝鲜”，司马迁史记中记载的就是卫满朝鲜。西汉元封二年（前109年）汉武帝东征朝鲜，设立四郡，使得“朝鲜”一词长期消失在中国典籍中。直到公元7世纪亦在中國唐朝的帮助新罗统一王朝開啟“统一新罗时代”，新羅才成為主權獨立國家。
朝鲜战争后朝鲜半岛的南北对峙导致了南北韩现代文化的差异，但双方传统文化却一脉相承。朝鲜半岛在历史上与中国有着密切的交往，甚至於為中國所正式統治而成為中國的一部分，因此朝鲜半岛传统文化深受中国文化影响。
朝鲜宫廷音乐是朝鲜半岛古代为宫廷王室和贵族演奏的音乐，包括雅乐、鄉樂和唐乐。其中雅乐是从中国引进；鄉樂为朝鲜半岛本地音乐；唐乐最初是新罗从唐朝宫廷引入，后又融合朝鲜半岛当地音乐。
三國時代快完結時，中國的唐朝把絲製長袍傳到朝鮮半島。貴族婦女開始穿着全身裙和闊袖的上衣（襦）。而男子就穿着窄身、長至膝蓋的上衣（袍）和闊身褲，並把褲腳綁在足踝。在高麗王朝時代，高麗曾成為蒙元的駙馬國達80年。忠烈王其後迎娶忽必烈之長女齊國大長公主为妻，從此改穿蒙古服飾。在他以后数位朝鲜王的統治內，所有官員都要剃去頭髮，並要穿着蒙古服飾。朝鮮李朝時代，服裝則改為近似明朝漢服式樣，初期衣帶在右側，較幼及短，後期移到較中間的位置並加粗、加長，女服為襖裙，到後期上衣（襦或襖）亦縮短。朝鮮時代的女性宮廷常服稱「唐衣」。禮服、官服參照明朝式樣。
朝鮮民族在15世纪前僅以漢字為書寫工具，直到李氏朝鮮末期逐漸捨棄。朝鮮半島傳統建築的韓屋風格亦強烈受到中國的影響。

#### 日本列島
日本在彌生時代時期，亦有大量來自中國人和朝鮮人的移入，出現了陶器、鐵和銅器；還出現了成塊的水田，成為了一個農業占主要地位的社會。大和時代的孝德天皇即位推動大化革新等改革，亦以仿效中國的政治制度，試圖建立一個律令制的國家。其後大部分文化與中國六朝相近。
日本文化在古代奈良時代前期到平安時代前期，強烈受到中國的影響。在奈良時代派遣遣唐使到唐朝留學，在平安時代開始發展了獨特的學術，尤以儒學影響最大，一直到江戶時代有出現不少儒學者。後來，於平安時代後期（894年）由於停止派遣遣唐使以及在1633年江戶時代實行鎖國令之後，發展了自身獨特的文化。
日本多以唐制為藍本，確立了天皇名稱、日本國號、中央體制、地方制度、考試制度、土地田賦制度等。京都（平安京）受唐式文化影響深遠，平安京最初被分成东西两个部分，东侧为「左京」被称为「洛阳」，西侧为「右京」被称为「长安」，建築係仿自唐代的洛阳城和長安城。日本的另一个城市奈良市在古代又被称为“平城京”，起初本打算仿照北魏大同的“平城京”，但北魏很快把首都迁到了洛阳，所以，奈良就仿照汉魏洛阳城建造了奈良的“平城京”。日本人借用漢字偏旁發明「片假名」、根據漢字草書發明「平假名」。奈良時期，中國的成實、三論、法相、俱舍、華嚴及律宗傳入日本。至京都時期，在傳入天台與真言（秘宗）後，完成了大乘佛教的東傳。藝術、娛樂方面，唐朝各項藝術娛樂傳入日本，如圍棋、香學、書法、音樂、舞蹈等經過消化改造，已成為日本獨特文化的一部分。日本在大化革新时以唐朝礼仪为准则，不依要重罰。
日語漢字：日本在將近一千年的歷史中一直借用漢字來記錄本國語言，進行書面交際。日本現存最早的兩部史書《古事記》和《日本書紀》都用漢字寫成。於大和時代（公元5世紀）經朝鮮半島輾轉傳入日本，隨着一些佛教僧侶將中國的經書帶到日本而傳入的。後來獨自發展成平假名及片假名。在語彙方面，除了自古傳下來的和語外，還有中國傳入的漢字詞。
日本畫：大和繪開始於平安時代（794年-1185年），中國的工筆重彩技法繪畫方式傳到日本，後又發展成為「四條圓山派」。在平安時代早期風行的「唐繪」，主要是宗教畫。到了14世紀的室町時代，禪宗的發展對日本視覺藝術產生了重大的影響，由中國宋元時期引進的水墨畫取代了彩繪的地位。之後著名畫家雪舟更隨遣明使到達中國學習水墨畫，有代表作《四季山水圖卷》。在江戶時代以模仿在18世紀由元朝傳入的南宗文人畫的日本南畫畫派亦得以發展。
日本茶道：日本的茶道於源自中國並自行發展出來特殊茶文化，日本留學僧南浦紹明在宋朝時來到中國，將中國徑山茶宴帶回日本，成為日本茶道的起源，並很快就發展出自己的風格與流派。最初是僧侶用茶來集中自己的思想，最後成為分享茶食的儀式。。
日本在奈良時代公元5世紀至8世紀，漢傳佛教經朝鮮半島傳入日本，建造了不少佛寺。日本建築的神社、佛教寺院、離宮主要是受到中國強烈的影響。具有漢傳佛教色彩的法隆寺是日本目前既存的最早期木造建築，被認為是飛鳥時代建築的核心代表。

#### 琉球群島

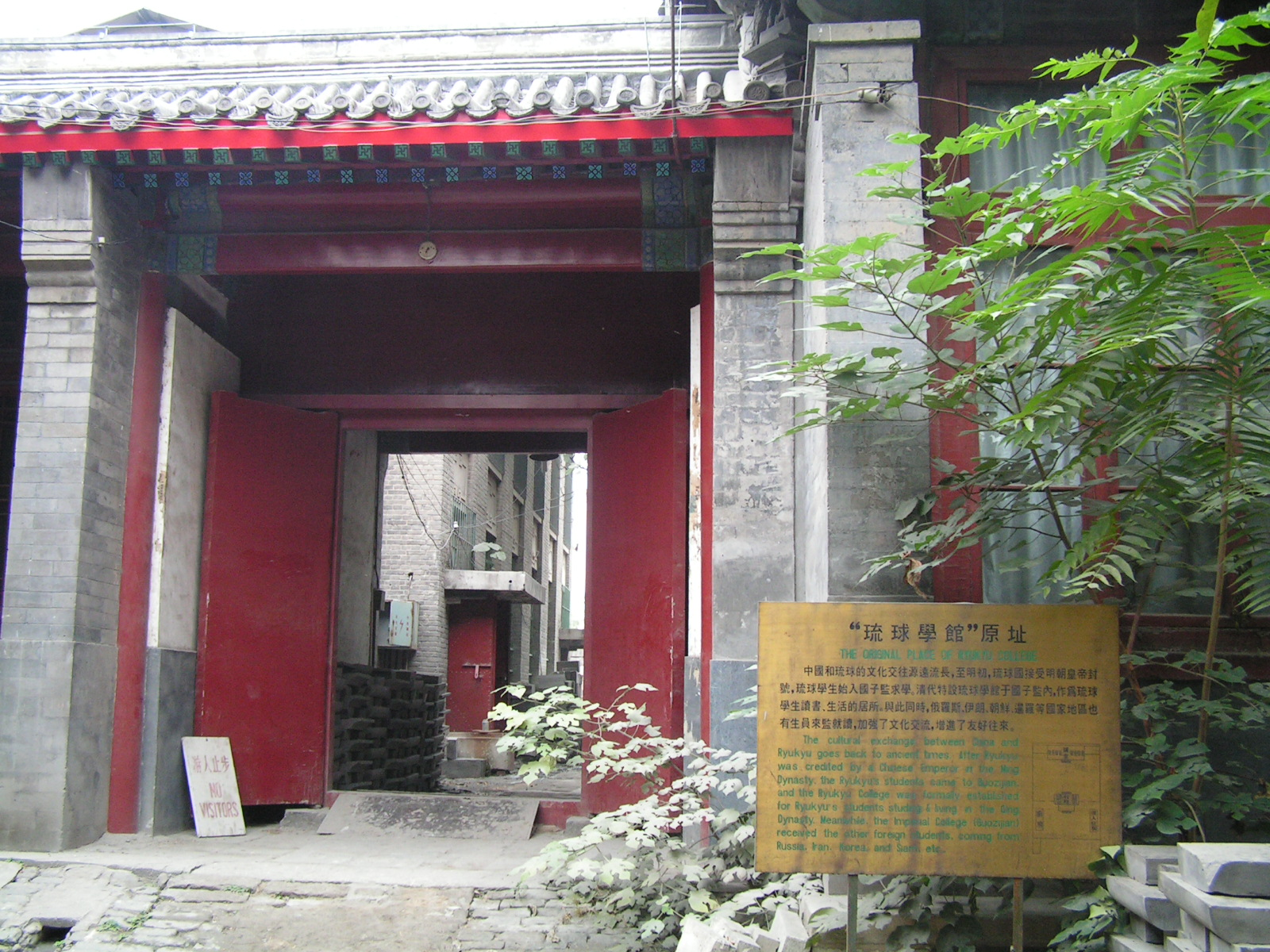
琉球學館原址

琉球國從中國福州地區引進了許多的包括飲食、音樂、建築等方面的觀念，使得琉球在文化上有接近中國的特點和風俗。琉球人崇尚漢學，士族皆有漢姓，士族男子皆有唐名，民族服飾琉裝也受到漢服影響。官員品秩亦仿照中國分為九品。
1393年（明朝洪武二十六年、日本明德四年），琉球學生開始到京师國子監學習，清代時特設琉球學館於北京國子監內，作為琉球學生讀書和生活的居所。明代有多次派出的「冊封使」乘御冠船從中國到達琉球。琉球國冠婚喪祭都遵循明朝和後來的清朝的典禮。他們在生活中席地而坐，設具別食，相沿已久，也是從中國的古代的經典中學到的禮節。琉球本土原來沒有教育機構，通過向中國派遣留學生來培養人才。當時有很多留學生前往中國學習儒學、天文、地理、醫學、音樂、繪畫等；亦有學習技藝的有冶煉、造船、鑄錢、燒瓷、燒墨、製茶、製糖、製傘等。因為琉球與中國的特殊關係的緣故，所以琉球國內建有文廟，用來祭祀孔子和學習他的理論著作。廟中制度俎豆禮儀都按照《會典》。民間也信奉一些源自中國的神祇如關公、媽祖等。
1719年琉球國在文廟建起了市級別的學校，並從中國人挑選一名任通事官職的人來擔當講解師，每月有一定的時間做課時。1798年琉球王尚溫建國學 (學府)又建鄉學三所，國中子弟由鄉學選入國學。琉球的教育體系開始確立。1879年，隨著廢藩置縣、琉球王朝的消亡，中華文化的影響開始逐漸降低。但琉球國士族後裔的族譜及宗祠仍然使用漢姓。

#### 臺灣
由於台灣地理位置的特殊性，多族群組成以及不同時代背景而有多面向的呈現。澎湖自1171年（宋孝宗乾道7年）正式纳入宋朝版图后，在台灣原住民族文化的基礎上南宋將漢文化帶入澎湖。。十七世紀起，隨著明清大量閩粵漢民移民台灣，如春節、端午節、中秋節此漢文化的三大節慶，或每逢元宵節、清明節、中元節、七夕等傳統節日，也帶入並發展不同特色的慶祝禮俗。此外，尚有迎媽祖、鹽水蜂炮、東港迎王、頭城搶孤等等。亂彈等漢族劇種在臺灣亦得到大力扶持；另一方面隨著於17世紀福建泉漳，廣東梅惠潮移民來台後，西元1624年起就有搬演中國戲曲的紀錄，在臺灣曾經以及現在流行的戲曲劇種有梨園戲、高甲戲、亂彈戲、福州戲、莆仙戲、車鼓戲、司公戲、傀儡戲、掌中木偶戲、四平戲、潮州戲、皮影戲、客家三腳採茶戲等。融合各劇種優點，更獨創出屬於臺灣特色的歌仔戲等。相較在中華人民共和國因文革導致許多傳統中華文化遭到破壞無存而流失的情況下，台灣的中華文化得以完整保存並持續發展，其中包括傳統文字、地方戲劇、文物收藏、傳統節日等。1960年代，國民政府為了重新教化日治後的台灣人，並與中國共產黨之文化大革命運動分庭抗禮，因而大力推行中華文化復興運動，並以國家級政策獨尊中華文化，以倫理、民主、科學為號召發展中華文化，並輔以實行三民主義與儒家精神作為中心思想，並頒布《推進中華文化復興運動辦法》等政策與教育配合，將編譯古籍作為國民讀本，整理國劇、國樂，舉辦文藝活動與學術研究，以作為發揚。
但因兩岸分治之現狀，中华文化在台灣經歷了與中國大陸不同的發展。近年來，受到去中國化政策影響，台灣社會偏重於台灣本土文化，“中國文化”一詞的說法會引起爭議，台灣青年普遍對於中國大陸及中國文化表示不再認同。因此，台灣文化是否屬於中國文化存在一定爭議；有人認為台灣是中國文化之代表，亦有人認為台灣文化與中國文化迥然不同。

#### 香港
香港文化饒有特色，既因為二千多年來，香港人口以漢族為主，深受中華文化影響；亦因為在過去百多年間曾經成為英國殖民地，華洋雜處，故此同時受到西方文化影響，成為「中西合璧」的獨特文化。從19世紀香港開埠，到現在發展成國際大都會，世界各地的文化亦對香港文化影響不少。

#### 越南
越南在中國文化傳入以前的史前時代，雖然有出現了屬於當地文化的源頭東山文化，但是在前1世紀至10世紀的大部份時間中，都在中國古代各政權的統治之下（越南稱之為「北屬」）。秦漢時期中原軍隊逐漸兼併了越人的領地並殖民，隨著遷徙而來的漢族與部分百越族融合。直到968年，丁部領統一境內的割據勢力而建國，在李朝建立後受中國宋朝承認其主權。之後的歷史中，越南亦長期成為中國的朝貢國或藩屬國並全盤接受中華文化。
越南文化亦是亞太地區最古老的文化之一。越南文化，通常指的是由起源於越南北部的京族所創造的文化。與其他同樣位於中南半島的國家所不同的是，越南在歷史上受到中國文化很大的影響，其文化特徵與中華民族非常接近，是漢字文化圈的一部分。但京民族仍然保留並發展了很多其民族的固有文化，經過千百年來對中國文化的吸收和融合，逐漸形成了自己獨具特色的越南文化。
越南語最初并無文字而只有口頭語言，因此當時越南人多使用完全由漢字組成的文言文來書寫文章。自公元前2世紀開始的長期的北屬時代，越南藝術吸收了大量來自中國的元素，并在自主時代以後也不斷的受到來自北方的影響。儘管如此，越南藝術中仍保留了很多獨特的越南特征。
在10世紀起先後傳入越南的中國雅樂、儒家音樂、道教音樂、佛教禮儀音樂及其演奏方式和使用的樂器，越南雅樂以順化宮廷雅樂為代表作。
起源于10世纪的越南李朝的红河三角洲一带的越南水上木偶戏，与中国古代宫廷的“水傀儡戲”有很多相似之处。
阮朝以前越南人的日常服饰，尤其是平民阶层的日常服饰，较多的受到当时中国的影响，阮朝以前，越南人的日常服饰多穿著类似汉服常服样式的越服。阮朝奉行親清政策，服飾也受到清朝影響。

### 文化西傳

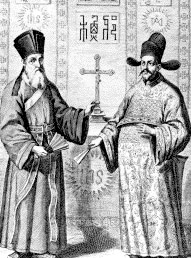
利玛窦(左)和徐光启(右)

中華文化在歐洲啟蒙運動思想家中產生過影響。法國是歐洲啟蒙運動發展的重要中心。由法國興起的「中國風」隨著啟蒙思想在歐洲大陸传播。此時中國的瓷器、絲綢、漆雕、園林建築、繪畫、詩歌、戲劇以及典章文物成為歐洲時尚，1755年在巴黎公演伏爾泰根據中國元曲《趙氏孤兒》改編的《中國孤兒》，造成轟動。受中國風影響的洛可可風格與中國式園林在歐洲各國王室流行。
18世紀至19世紀間，基督教傳教士至中國傳教，翻譯許多中國學術典籍、著作，以儒家思想為核心，將中國的歷史、地理、政治制度、社會生活、民間風俗、文學藝術介紹到歐洲，是歐洲近代啓蒙運動的重要思想源泉，並影響歐洲諸多重要思想家，如伏爾泰、狄德羅、萊布尼茲等。伏爾泰崇拜中国孔子，並欣赏中國儒家思想，並將中國的政治體制視為最完美的政治體制。法國啟蒙時代的「百科全書派」學者狄德羅曾經推崇中國儒家經典四書五經，並認為孔子建立的哲學是中國人最聞名與最完善的道德和法則。德國哲學家和數學家萊布尼茲除了景仰中華文化並從神學角度理解朱熹理學，並認為《易經》之六十四卦象亦與他所提出之二進位制「通用符號」有所關聯。法國百科全書派領袖人物霍爾巴赫認為歐洲政府必須學習中國的儒家政治。中華文化的書籍和中國文化典籍亦影響了德國大文豪歌德。除了儒家政治思想，還有諸多科學發明、文化成就、航海造船、建立文官制度的科举等，也對世界其他地區產生了重要影響。
其後在1920年來到中國的英國哲學家伯特蘭·羅素，亦提出中國人提倡的和氣、樂觀、禮讓、智能的人生之道非西方文化所能及。

## 註解
1. ↑  考古上發掘夏都城遺址，包括宮殿基址、鑄銅遺址、平民居住遺址、陶窯、墓葬和窟穴等。
2. ↑  商朝進行占卜的神官被稱為卜人。
3. ↑  蔣中正在1968年3月29日就青年節發表《告青年書》，提出 “以科學報國，發展民族文化之精義。倫理、民主、科學一脈相聯，民主不興、科學與倫理便不興。國家建設以發展科學為第一要務，要以做一個中國人為榮，對民族國家負責，對人類負責”。
4. ↑  阿拉伯文、中文、英文、法文、俄文和西班牙文是联合国的六种正式语文。英文和法文是联合国秘书处的工作语文（1946年2月1日第2(I)号决议）[參⁠ 28]。
5. ↑  《中华人民共和国国家通用语言文字法》规定“本法所称的国家通用语言文字是普通话和规范汉字。”
6. ↑  根据《中华人民共和国行政诉讼法》的规定——“在少数民族聚居或者多民族共同居住的地区，人民法院应当用当地民族通用的语言、文字进行审理和发布法律文书。”
7. ↑  實際是繁體中文和英文混用
8. ↑  2002年10月29日，時任終審法院首席法官李國能就通過司法機構表明在法庭審訊過程中，「口講的中文包括普通話，及不排除其他中國方言。」
9. ↑  在2007年的 国际标准化组织国际认证ISO 639-3的国际语种代号的编制
10. ↑  近些年亦出現比甲骨文更早期文字發現的報導，如距今五千多年前的高郵陶文等。
11. ↑  曹植的《箜篌引》有京洛出名讴之说。
12. ↑  枣树的果实为红色，其味甘甜绵长，由她的枝干做出来的梆子，通过敲打形成的声音，仿佛来自大自然的天籁。
13. ↑  据英国人布赛尔《东南亚的中国人》卷三《在暹罗的中国人》记载
14. ↑  甘肅秦安大地灣地畫以及青海大通縣孫家寨出土的紋飾陶盆顯示[參⁠ 59]。
15. ↑  六代大舞外尚有『六小舞』即帔舞、羽舞、皇舞、旄舞、干舞、人舞（其他尚有象舞、萬舞）都是周代官廷雅樂舞蹈常見的，而在民間及貴族家庭的樂舞稱散舞，少數民族的稱之的四夷舞，儺舞、巫舞則是具有宗教色彩的舞蹈。
16. ↑  在漢代的畫像石便有大量刻劃。四川成都羊子山東漢墓文物有描繪宴會後管樂齊鳴的雅舞及雜舞的技藝表演[參⁠ 59]。
17. ↑  在雲岡、龍門和敦煌等遺跡留下不少的天宮樂舞和民族樂舞的畫面[參⁠ 59]。
18. ↑  詩人余光中稱讚雲門是「融匯中西，光大傳統，賦古典以現代的精神。」
19. ↑  曾受英國倫敦《泰晤士報》評為亞洲第一當代舞團，德國《法蘭克福匯報》亦曾贊其為世界一流現代舞團。
20. ↑  從兩千多年前漢墓磚畫即有發現
21. ↑  如《史記索隱》中稱：「石室金匱，皆為國家藏書之處。」；如《水經註》中有多處記載，《渭水篇》：「磻溪旁有一石室，蓋太公所居也」。
22. ↑  中央國術館正式採用之名稱
23. ↑  18世紀日本江戶時代中期國學大師山岡俊明編纂的《類聚名物考》第4卷中記載：「茶宴之起，正元年中（1259年），駐前國崇福寺開山南浦紹明，入唐時宋世也，到徑山寺謁虛堂，而傳其法而皈。」
24. ↑  蔣中正在1968年3月29日就青年節發表《告青年書》，提出 “以科學報國，發展民族文化之精義。倫理、民主、科學一脈相聯，民主不興、科學與倫理便不興。國家建設以發展科學為第一要務，要以做一個中國人為榮，對民族國家負責，對人類負責”。
25. ↑  霍爾巴赫聲稱「中國可算世界上所知唯一將政治的根本法與道德相結合的國家」，「在中國……建立於真理之永久基礎上的聖人孔子的道德，卻能使中國的征服者，亦為之所征服」，「歐洲政府非學中國不可」[參⁠ 114]
26. ↑  英国汉学家麦都思指出：“中国人的发明天才，很早就表现在多方面。中国人的三大发明（指南针，印刷术，火药），对欧洲文明的发展，提供异乎寻常的推动力”[參⁠ 115]。
27. ↑  羅素回到歐洲後著有《中國問題》一書，孫中山因此書而稱其為「唯一真正理解中國的西方人」。羅素於1950年獲得諾貝爾文學獎
28. ↑   註:

### 引用
1. ↑  .   [2017-04-21]. （原始内容存档于2016-03-05）.
2. ↑  黃俊傑，2005年《中華文化的發展》 ，國立臺灣大學出版，ISBN：9860002800 （繁體中文）
3. ↑  《華夏文明》田昌五.北京大学出版社.1990
4. ↑  周建山. . 周口市博物馆. 2013-01-20  [2014-04-02]. （原始内容存档于2014-04-07） （中文（繁體））.
5. 1 2 3 4 5 6  曾秉泰. . 華威文化. 2009年9月2日: 141~159. ISBN 9789868538627 （中文（繁體））.
6. ↑  華夏第一都二里頭遺址（简体中文）
7. ↑  . 大紀元集團. （原始内容存档于2011-01-22） （中文（繁體））.
8. ↑  .   [2019-07-12]. （原始内容存档于2020-12-11）.
9. ↑  金锐; 罗武干; 宋国定. . 知网.   [2022-07-05]. （原始内容存档于2022-07-23）.
10. ↑  金正耀. . 搜狐.   [2022-07-05]. （原始内容存档于2022-07-23）.
11. ↑  柳詒徵《中國文化史》ISBN：9787543934256（简体中文）
12. ↑  五十五個少數民族都各自至少有一部文字簡史
13. 1 2 3 4 5 6 7 8 9 10 11  馮天瑜，周積明. . 桂冠圖書公司. 1993年. ISBN 9575516494 （中文（繁體））.
14. ↑  梁启超《清代学术概论》，人民出版社，2008年
15. ↑  李約瑟《中國科學技術史》（第三卷：數學），第113頁
16. ↑  《東方哲學史：東方哲學特質的分析》，生活書店，第375－376頁
17. ↑  中國文化大學，中華文化復興運動中華百科全書 （繁體中文）
18. ↑  吳進安. . 漢學研究集刊, 2009. 2009-06-01  [2013-06-16]. （原始内容存档于2020-11-17） （中文（繁體））.
19. ↑  陳鐵健、黃鐵炫著，《蔣介石與中國文化》，香港：中華書局，1992年4月，第122頁
20. ↑  李松林著，《蔣介石的台灣時代》，台北，風雲時代出版，1993年，第229頁，ISBN 957-645-416-6
21. 1 2  谷鳳翔，三民主義與中華文化復興運動，黃花崗雜誌網路版 （繁體中文）
22. ↑  薩日娜 
和諧社會思想是馬克思主義中國化的理論創新， 國研網 （中文）
23. ↑  中华人民共和国的民族政策，中国网（简体中文）
24. ↑  少数民族文字文献，中国网 （简体中文）
25. ↑  . 傑勤教育中心.   [2010-09-10]. （原始内容存档于2009-06-03） （中文（繁體））.
26. ↑  . 傑勤教育中心.   [2010-09-10]. （原始内容存档于2010-09-21） （中文（繁體））.
27. 1 2 3 4 5 6 7  .   [2010-09-10] （中文（繁體））.[]
28. 1 2  教科文组织总. . 联合国教科文组织总. （原始内容存档于2020-12-11） （中文（简体））.
29. ↑  国务院关于推广普通话的指示（一九五六年二月二十日）
30. ↑  〈法庭破天荒普通話盤問證人·李國能界定中文定義被指干預審訊〉，載2002年10月30日香港《明報》。
31. ↑  . （原始内容存档于2012-01-12） （中文（简体））.
32. ↑  2007年，国际标准化组织ISO 639-3，国际语种代号
33. ↑  上海行健职业学院网络中心. . 上海行健职业学院.   [2011-10-20]. （原始内容存档于2015-11-19） （中文（简体））.
34. ↑  中國書法藝術-中國書法入門，中國文化研究院（繁體中文）
35. ↑  . 中國文化研究院.   [2010-08-20]. （原始内容存档于2020-11-16） （中文（繁體））.
36. ↑  陆震纶. . 北京国学时代文化传播.   [2010-08-20]. （原始内容存档于2020-09-30） （中文（繁體））.
37. ↑  . 加拿大易經學會. 2004年  [2010-07-31]. （原始内容存档于2013-05-03） （中文）.
38. ↑  漢族-藝術天地中央政府门户网，（简体中文）
39. ↑  L'orphelin de la Maison de Tchao（法文），劇本，1735年出版
40. ↑  . 中国社会科学院. 2011-03-16  [2012-09-18]. （原始内容存档于2012-06-07） （中文（简体））.
41. ↑  . 新浪网. 2009年6月6日  [2012-09-18]. （原始内容存档于2013-03-11） （中文（简体））.
42. ↑  . 中华网. 2010-11-24 （中文（简体））.[永久]
43. ↑  . 2006-04-20. 中国文化部  [2012-09-18]. （原始内容存档于2011-10-02） （中文（简体））.
44. ↑  李 平. . 潮剧大观园.   [2010-06-25]. （原始内容存档于2011-09-02） （中文（简体））.
45. ↑  张长虹《移民族群艺术及其身份：泰国潮剧研究》第二节中国-东南亚间的潮剧网络，厦门大学2009年博士论文
46. ↑  . 新华网. 2007-06-17  [2010-05-18]. （原始内容存档于2011-08-31） （中文（简体））.
47. ↑  黄淑娉. . 中國: 廣東高等教育出版社. 1999年. ISBN 9787536123793 （中文（简体））.
48. ↑  . 民間文化網. （原始内容存档于2007-09-30） （中文（简体））.
49. ↑  顧樂真. . 國立傳統藝術中心. ISBN 9789570255553 （中文（繁體））.
50. ↑  也斯. . 香港. 1993年: 248頁 （中文（香港））.
51. ↑  . 廣東文化網. 2006-06-06 （中文（简体））.[]
52. ↑  《美國華人史》記載
53. ↑  饒韻華. . 粵劇國際研討會論文集（上）. 2009 （中文（繁體））.
54. ↑  Sun, Mei. . Asian Theatre Journal (Asian Theatre Journal, Vol. 13, No. 2). 1996, 13 (2): 141–166. ISSN 0742-5457. JSTOR 1124523. doi:10.2307/1124523.
55. ↑  辰序，中國藝術研究院聯合全國各地藝術研究院（所）攜手保存戲曲藝術遺產，中國藝術研究院（简体中文）
56. ↑  . 中國國務院. 2006年6月2日  [2008-10-25]. （原始内容存档于2007-12-22） （中文（简体））.
57. 1 2  . 中國僑網.   [2010-09-08]. （原始内容存档于2010-12-25） （中文）.
58. 1 2 3 4 5 6 7 8 9 10 11 12 13  通鑑文化編輯部，廖慧玲主編. . 通鑑文化. 2008年6月. ISBN 9789866790690 （中文（繁體））.（繁體中文）
59. ↑  清朝舞蹈史（简体中文）
60. ↑  中國傳統舞蹈－中國古典舞
61. ↑  薪傳,台灣大百科（繁體中文）
62. ↑  雲門舞集重登北京舞台 志在發揚中華文化
63. ↑  現代民族音樂定義[]（繁體中文）
64. ↑  雅樂團參加北京傳統音樂節活動，南華大學 （繁體中文）
65. ↑  中華文化天地 （繁體中文）
66. 1 2 3  . 彭永啟. （原始内容存档于2011-06-01） （中文（简体））.
67. ↑  「嫦娥」將在太空唱30首經典歌，南方報業網（简体中文）
68. ↑  梁思成 《中國建築史·緒論》 ISBN 7-5306-4168-9
69. ↑  中國傳統建築的魅力
70. ↑  傳統文化之中國服飾中國華文教育網（中文）
71. ↑  《中國紡織》（第9-12期）, 紡織工業出版社, 2007年, p72-74
72. ↑  梁振威《圖解中國國情手冊》, 中華書局, p31
73. ↑  .   [2012-02-24]. （原始内容存档于2011-02-24）.
74. ↑  徐杰舜 (编). . 中國: 中央民族大学出版社. 1998: 124-126.
75. ↑  孙祥虎，《唐装并非唐朝服装》，《山西老年》 , 2007 (12) :32-32。
76. ↑  方毓强，《"唐装"不是唐朝的服装》，《上海采风》 , 2007 , 17 (1) :22-23。
77. ↑  丁超.清代黃馬褂源流考.清史研究.中國人民大學清史研究所出版, 2011年第2期, p127-133
78. ↑  韓冷. . 新銳文創. 2015: 14. ISBN 9789865716622. 訓詁學家郝懿行《證俗文》對馬褂的淵源做了考證，認為『半袖即半臂，是則漢魏以來已有此制矣』，並援引顧炎武《日知錄》的論述加以說明。郝懿行將罩甲、對襟衣和馬褂視為同一事物，並將馬褂的歷史前推至漢魏時期的半袖(半臂)
79. ↑  高, 春明. . 上海: 周汛. 1996. ISBN 7-5326-0252-4.
80. ↑  蘇旭珺. . 臺灣: 傳藝中心出版. 出版日期2001年01月01日: 43–52頁. ISBN 9789576677755 （中文）. 「台灣開阜至割台前傳統漢服風貌……傳統男性與女性服裝形式，男性盛裝仍為長衫，馬褂或馬甲……漢人傳統服飾風格大致同於晚清時期……」
81. ↑  《圍場滿族蒙古族自治縣概況》編寫組編寫. . 中國河北: 民族出版社出版. 2009年6月1日. ISBN 9787105086665 （中文（简体））. 「縣內回族現雖使用漢語言，著漢服，但在風俗習慣上都保留著鮮明的民族特點」
82. ↑  周, 星. . ICCS Journal of Modern Chinese Studies. 2012, 4: 61–67.
83. ↑  Carrico, Kevin. . Univ of California Press. 2017: 38-39. ISBN 978-0-520-29549-0.
84. 1 2  漢族（简体中文）
85. ↑  陈香白，《中国茶文化》，山西人民出版社，ISBN 7-203-03727-4 （简体中文）
86. ↑  酒的掌故——中華酒樓（简体中文）
87. 1 2 3 4 5 6 7  酒的禮俗——酒與民俗
88. ↑  中華民國民俗體育運動
89. ↑  民俗運動介紹 （繁體中文）
90. ↑  舞獅李飛標國術體育會（繁體中文）
91. ↑  陳正之舞龍，民俗思想起 （繁體中文）
92. ↑  怎樣理解漢文化和漢文化圈，社会科学报（简体中文）
93. 1 2  周小兵, 张静静.  (PDF). 暨南大学华文学院学报. （原始内容存档 (PDF)于2020-11-11） （中文（简体））.
94. ↑  陳君，元朝在中国文化史上的地位和影响，內蒙古社會科學院 （简体中文）
95. ↑  . 香港文匯報.   [2010-07-27]. （原始内容存档于2011-08-11） （中文（香港））.
96. ↑  .   [2010-08-19]. （原始内容存档于2010-07-29）.
97. ↑  .   [2010-08-19]. （原始内容存档于2017-11-07）.
98. ↑  .   [2010-08-19]. （原始内容存档于2015-05-06）.
99. ↑  朝鲜半岛的中国移民历史考察
100. ↑  "箕子朝鲜"辨
101. ↑  國有箕子遺風，文物禮樂比擬中華
102. ↑  箕子所封國也。漢以前曰朝鮮。始為燕人衛滿所據
103. ↑  John K. Fairbank， Edwin O. Reischauer & Albert M. Craig. . Houghton Mifflin Company， Boston. 1978. ISBN 039525812X. （英文）
104. ↑  . Encyclopædia Britannica. 2006  [2006-12-28]. （原始内容存档于2007-12-15）.
105. ↑  . MSN Encarta.   [2006-12-28]. （原始内容存档于2009-10-31）.
106. ↑  Shepherd, John R. . Stanford University Press. 1993: 7. ISBN 978-0-8047-2066-3. Reprinted Taipei: SMC Publishing, 1995.
107. ↑  林鶴宜. . 中華民國行政院新聞局. 2010年8月2日  [2010-08-17]. （原始内容存档于2009年10月15日） （中文（繁體））.
108. ↑  周贻白 《中國戲劇史長編》，第六节 傀儡与影戏，上海书店出版社，2004年，（简体中文）
109. ↑  環球時報 史上歐洲崇拜中國 中國文化影響啟蒙運動，中學歷史教學園地（简体中文）
110. ↑  參見：顾立雅《孔子与中国之道》ISBN：9867830474 ， 赫德逊《欧洲与中国》ISBN： 9789866318214 ， 范存忠 《中国文化在启蒙时期的英国》ISBN 9787810095778
111. 1 2 3  . 新浪文化. 2001年  [2010-08-01]. （原始内容存档于2011-08-13） （中文（简体））.
112. ↑  林倉億，八卦萊布尼茲，HPM通訊第七卷第十期 （繁體中文）
113. ↑  张成兴，基於當代視野的中華文化與歐洲啟蒙運動，全刊雜誌賞析網 （简体中文）。
114. ↑  W.H. Medhurst:China， its State and Prospects p101-107 麦都思:《中国的现状和传教展望》，1838
115. ↑   參:

## 外部連結
- （英文）. University of Evansville.   [2010-07-28]. （原始内容存档于2010-06-09）.
- （英文）.   [2010-07-28]. （原始内容存档于2010-08-18）.
- （英文）. Oriental Style.   [2010-07-28]. （原始内容存档于2010-03-25）.
- （繁體中文）. Chinoesfera.   [2010-07-28]. （原始内容存档于2020-11-11）.
- （繁體中文） . 香港城市大學.   [2010-07-28]. （原始内容存档于2013-04-23）.
- （繁體中文） . 全球華文網路教育中心.   [2010-08-01]. （原始内容存档于2010-07-04）.
- 陈星灿：〈中国文明腹地的社会复杂化进程——伊洛河地区的聚落形态研究（页面存档备份，存于）〉。
- 何炳棣：〈华夏人本主义文化：渊源、特征及其意义〉。
- 何炳棣：〈探索中国文化的起源（页面存档备份，存于）〉。
- 张光直：〈论“中国文明的起源”（页面存档备份，存于）〉。
- 艾尔曼：〈变动中的晚近中国传统文化（1400—1900）（页面存档备份，存于）〉。
- 余英时：〈中國文化與自由民主不是尖銳對立（页面存档备份，存于）〉.
- 劉述先：〈中華文化在多元文化中的位置（页面存档备份，存于）〉。
- 張祥龍：〈中國傳統文化的危機（页面存档备份，存于）〉.
- 王赓武：〈中国文化海外观（页面存档备份，存于）〉。
- 田辰山：〈论中国文化现代自觉的历史轨迹（页面存档备份，存于）〉。
- 李亦園：〈傳統中國宇宙觀與現代企業行為	（页面存档备份，存于）〉。